# Olympische Jugend-Sommerspiele 2018/Gewichtheben
Bei den Olympischen Jugend-Sommerspielen 2018 in Buenos Aires wurden vom 7. bis zum 13. Oktober insgesamt 12 Wettbewerbe im Gewichtheben ausgetragen.

## Zeitplan
| Wettbewerbe       | Oktober | Oktober | Oktober | Oktober | Oktober | Oktober | Oktober |
| Jungen            | 7.      | 8.      | 9.      | 10.     | 11.     | 12.     | 13.     |
| ----------------- | ------- | ------- | ------- | ------- | ------- | ------- | ------- |
| Klasse bis 56 kg  |         |         |         |         |         |         |         |
| Klasse bis 62 kg  |         |         |         |         |         |         |         |
| Klasse bis 69 kg  |         |         |         |         |         |         |         |
| Klasse bis 77 kg  |         |         |         |         |         |         |         |
| Klasse bis 85 kg  |         |         |         |         |         |         |         |
| Klasse über 85 kg |         |         |         |         |         |         |         |
| Mädchen           | 7.      | 8.      | 9.      | 10.     | 11.     | 12.     | 13.     |
| Klasse bis 44 kg  |         |         |         |         |         |         |         |
| Klasse bis 48 kg  |         |         |         |         |         |         |         |
| Klasse bis 53 kg  |         |         |         |         |         |         |         |
| Klasse bis 58 kg  |         |         |         |         |         |         |         |
| Klasse bis 63 kg  |         |         |         |         |         |         |         |
| Klasse über 63 kg |         |         |         |         |         |         |         |

## Ergebnisse

### Jungen

#### Klasse bis 56 kg

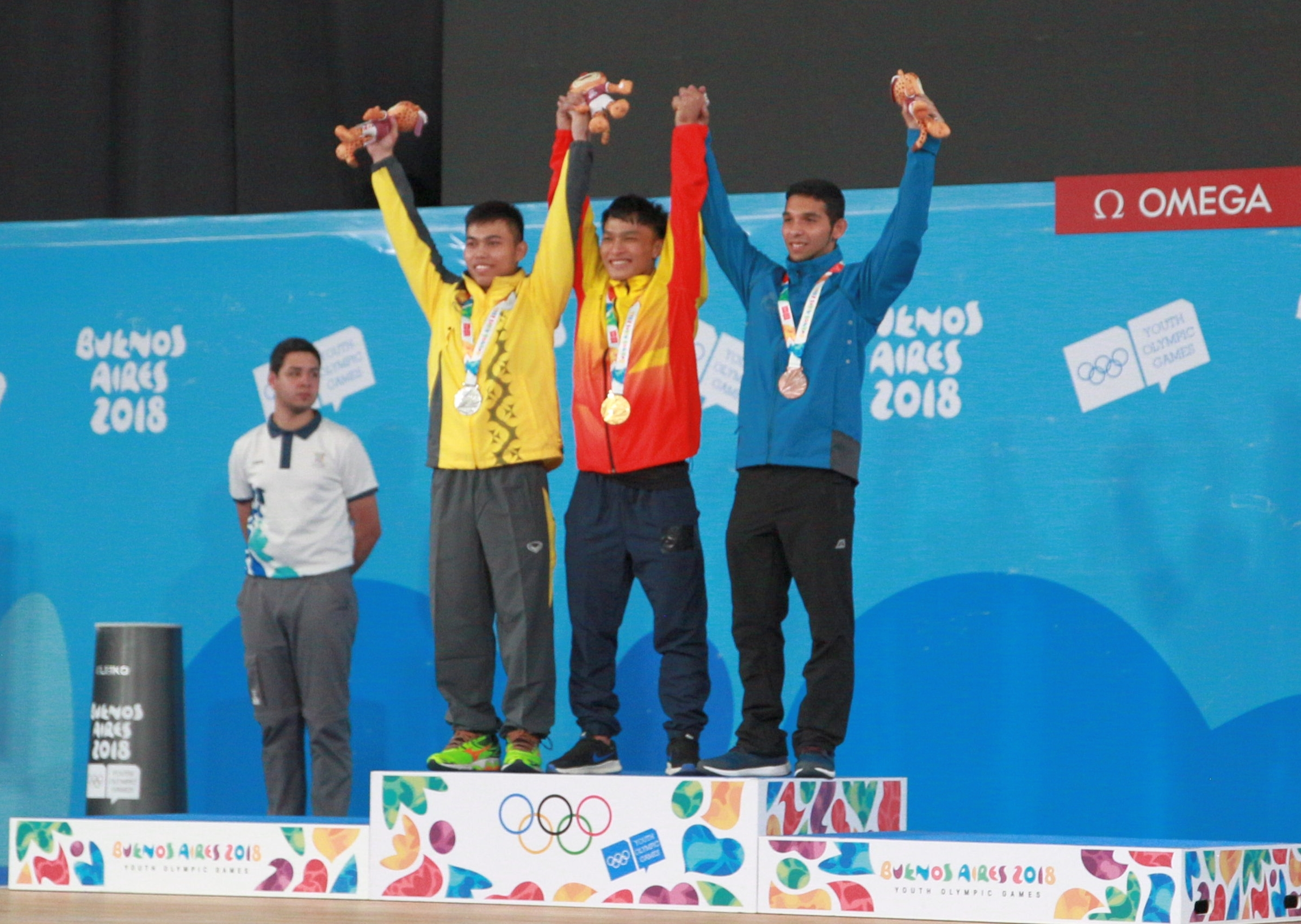
Jungen 56-kg-Podium

| Platz | Land        | Athlet                    | Reißen (kg) | Stoßen (kg) | Gesamt (kg) |
| ----- | ----------- | ------------------------- | ----------- | ----------- | ----------- |
| 1     | Vietnam     | Ngô Sơn Đỉnh              | 114         | 148         | 262         |
| 2     | Thailand    | Natthawat Chomchuen       | 109         | 130         | 239         |
| 3     | Tschechien  | František Polák           | 104         | 129         | 233         |
| 4     | Argentinien | Jonatan Martin Leyes      | 95          | 120         | 215         |
| 5     | Spanien     | Jose David Perales García | 88          | 110         | 198         |
| 6     | Madagaskar  | Miharintsoa Jose Rajaona  | 85          | 110         | 195         |

#### Klasse bis 62 kg

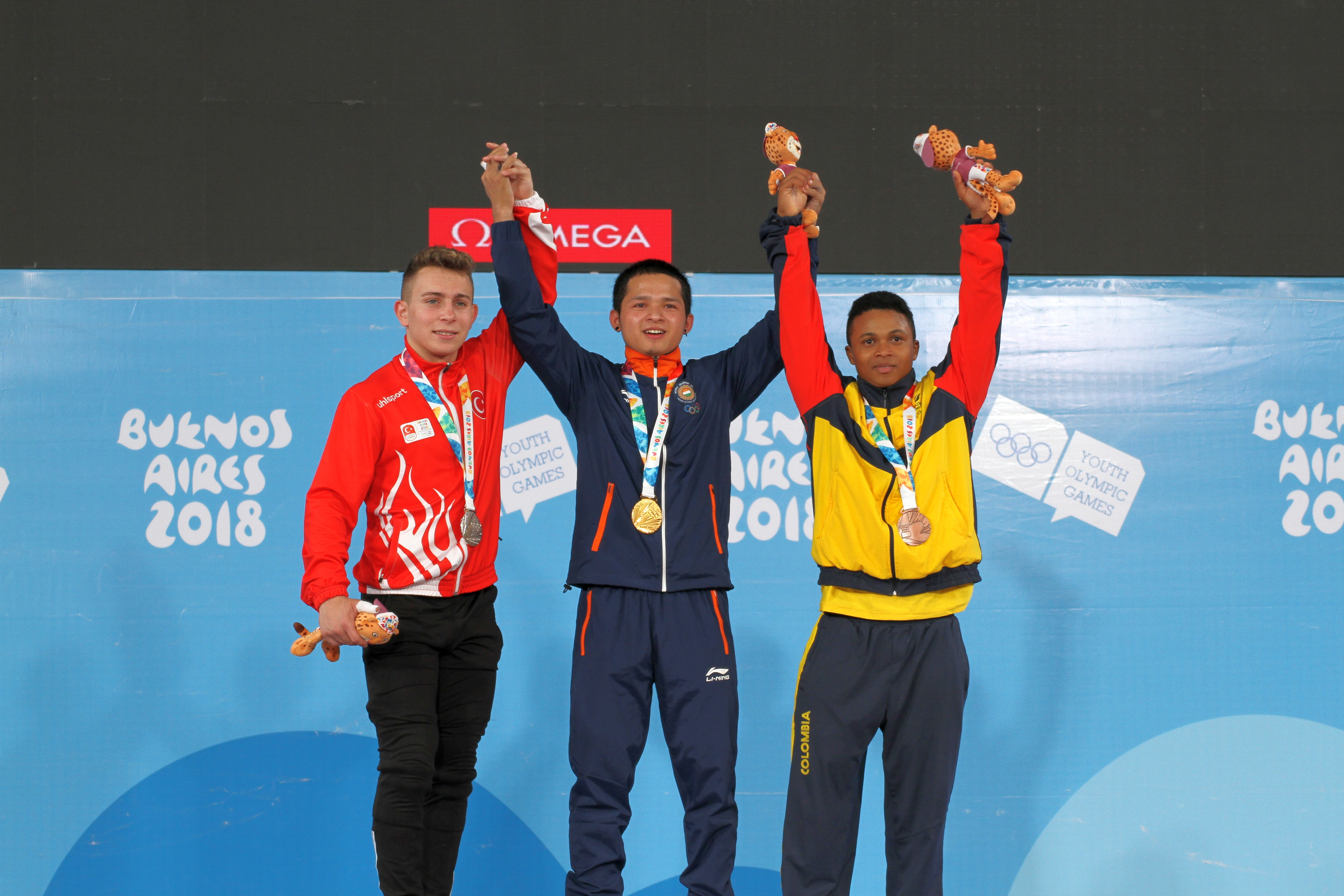
Jungen 62-kg-Podium

| Platz | Land           | Athlet                        | Reißen (kg) | Stoßen (kg) | Gesamt (kg) |
| ----- | -------------- | ----------------------------- | ----------- | ----------- | ----------- |
| 1     | Indien         | Jeremy Lalrinnunga            | 122         | 141         | 263         |
| 2     | Türkei         | Caner Toptas                  | 122         | 141         | 263         |
| 3     | Kolumbien      | Estiven Jose Villar Manjarrés | 115         | 145         | 260         |
| 4     | Rumänien       | Emanuel Marian Danciu         | 115         | 143         | 258         |
| 5     | Venezuela      | Carlos David Trejo Gonzalez   | 115         | 140         | 255         |
| 6     | Panama         | Ronnier Martinez              | 114         | 141         | 255         |
| 7     | Nauru          | Ezekiel Moses                 | 105         | 140         | 255         |
| 8     | Turkmenistan   | Reyimbergen Jumayev           | 109         | 125         | 234         |
| 9     | Albanien       | Antonino Luli                 | 95          | 116         | 211         |
| 10    | Ungarn         | Richard Orsos                 | 95          | 116         | 208         |
| 11    | Mauritius      | Jack Dorian Madanamoothoo     | 93          | 116         | 208         |
| 12    | Australien     | Jett Gaffney                  | 88          | 112         | 200         |
| 13    | Marshallinseln | Joshua Ralpho                 | 80          | 110         | 190         |
| 14    | Uganda         | Hamdan Lutaaya Sserwanga      | 67          | 83          | 150         |

#### Klasse bis 69 kg
| Platz | Land               | Athlet                           | Reißen (kg) | Stoßen (kg) | Gesamt (kg) |
| ----- | ------------------ | -------------------------------- | ----------- | ----------- | ----------- |
| 1     | Türkei             | Muhammed Furkan Özbek            | 135         | 170         | 305         |
| 2     | Georgien           | Artschil Malaqmadse              | 134         | 154         | 288         |
| 3     | Mexiko             | Mauricio Cristofer Canul Facundo | 127         | 156         | 283         |
| 4     | Vereinigte Staaten | Jerome Anthony Smith             | 127         | 155         | 283         |
| 5     | Thailand           | Sittichai Tangsut                | 120         | 145         | 265         |
| 6     | Slowakei           | Sebastián Cabala                 | 107         | 148         | 255         |

#### Klasse bis 77 kg
| Platz | Land                         | Athlet                             | Reißen (kg) | Stoßen (kg) | Gesamt (kg) |
| ----- | ---------------------------- | ---------------------------------- | ----------- | ----------- | ----------- |
| 1     | Armenien                     | Karen Margarjan                    | 141         | 168         | 309         |
| 2     | Usbekistan                   | Mukhammadkodir Toshtemirov         | 140         | 168         | 308         |
| 3     | Ägypten                      | Abdalla Galal Mohamed Mostafa      | 125         | 170         | 295         |
| 4     | Peru                         | Santiago Daniel Villegas Fernández | 120         | 154         | 274         |
| 5     | Kamerun                      | Hermann Junior Ngaina II           | 120         | 143         | 263         |
| 6     | Südafrika                    | Jayden Dylon Pretorius             | 112         | 133         | 245         |
| 7     | Litauen                      | Žilvinas Žilinskas                 | 109         | 130         | 239         |
| 8     | Vereinigte Arabische Emirate | Shaikh Mohammed Al-Qasimi          | 85          | 106         | 191         |
| 9     | Kosovo                       | Bleron Fetaovski                   | 87          | 103         | 190         |

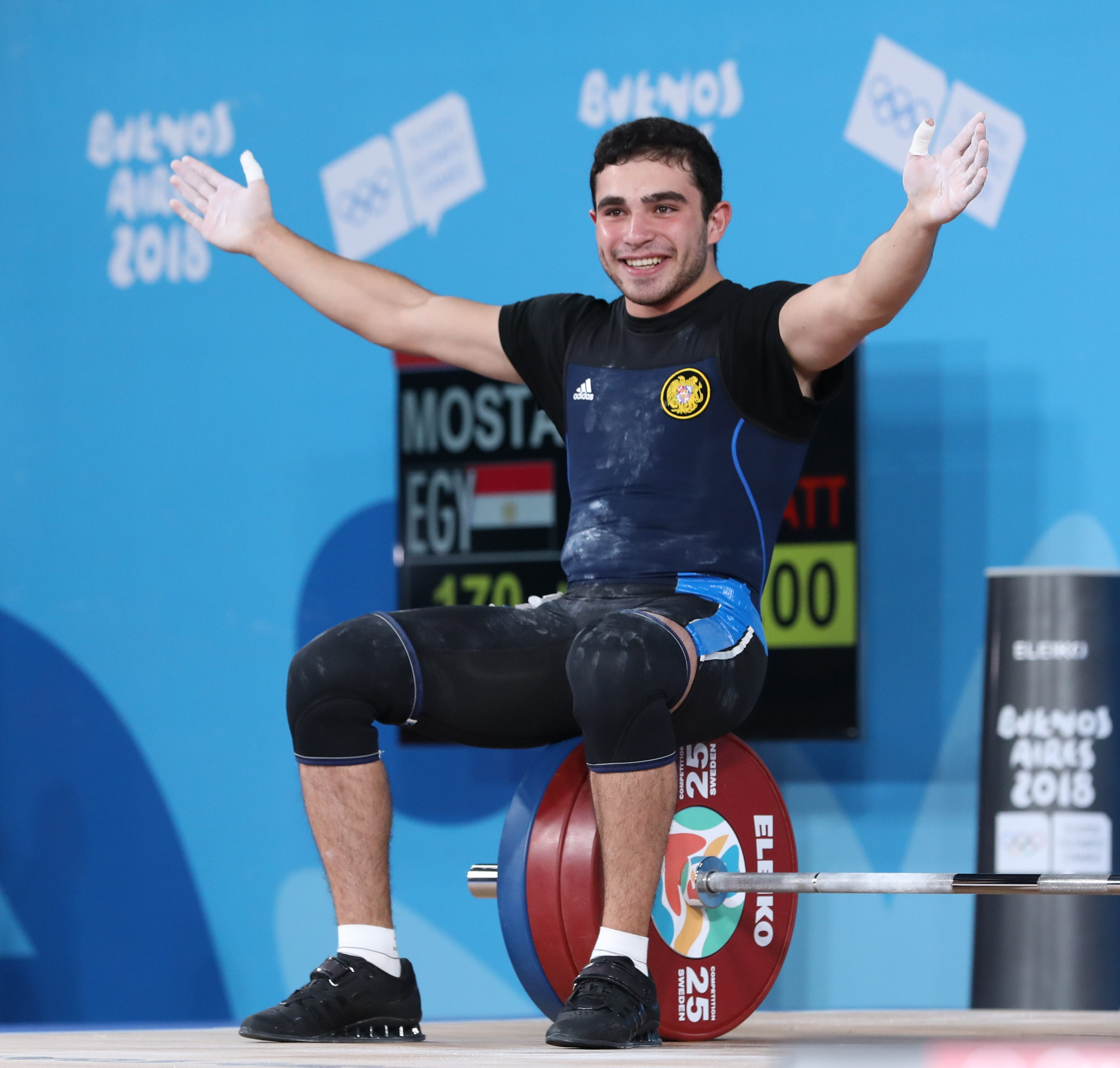
Karen Margaryan
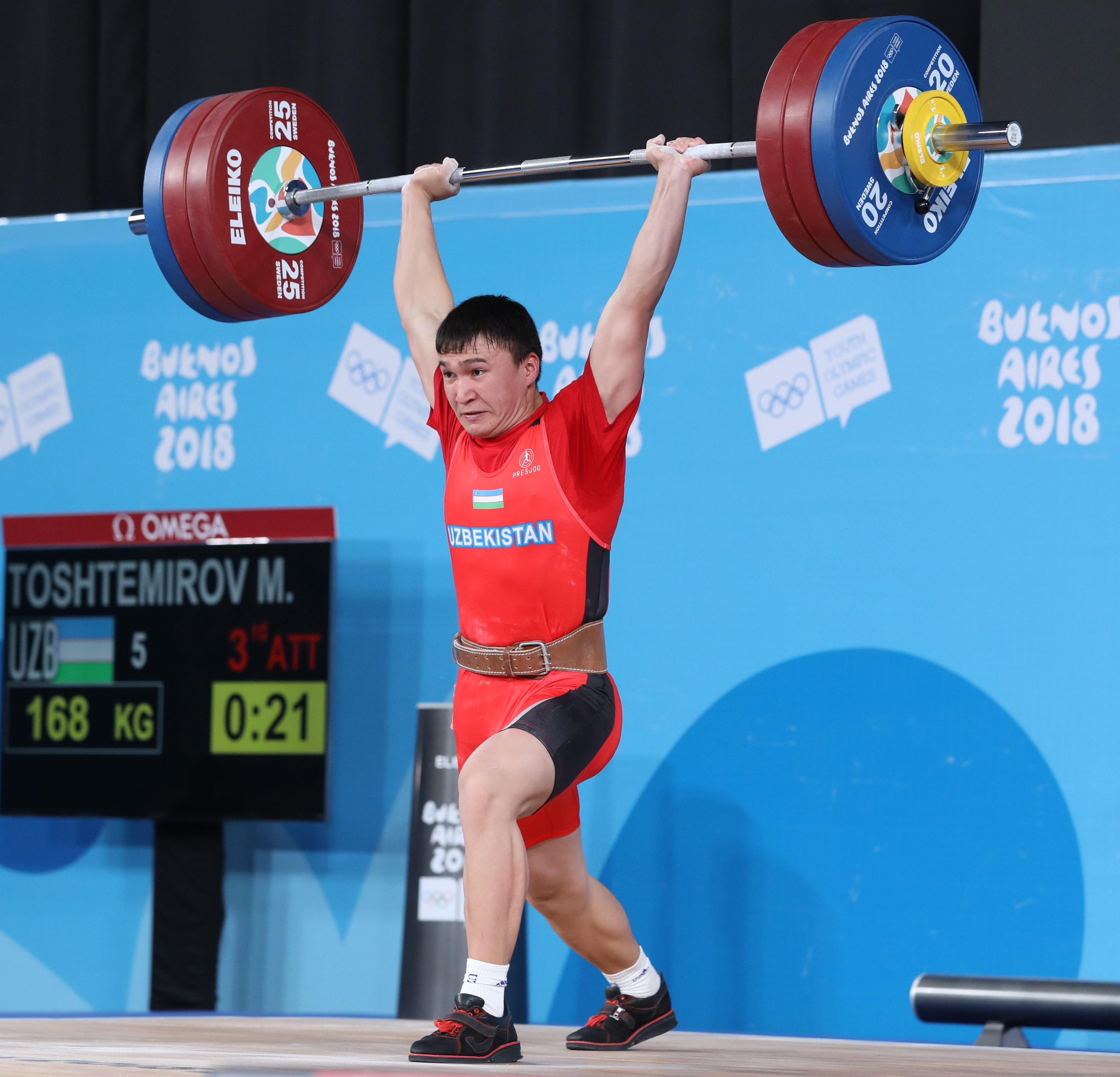
Mukhammadkodir Toshtemirov
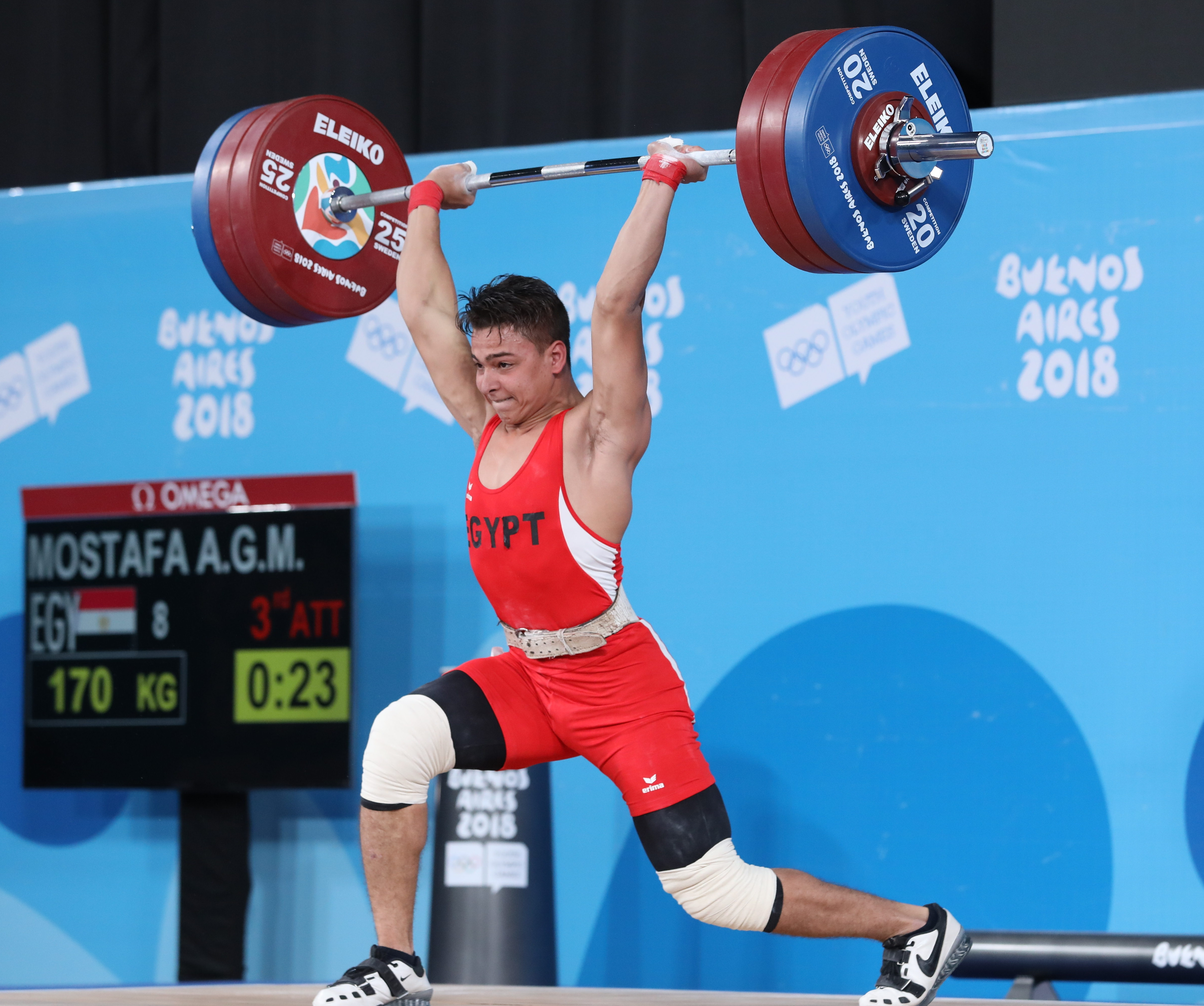
Abdalla Galal Mohamed Mostafa
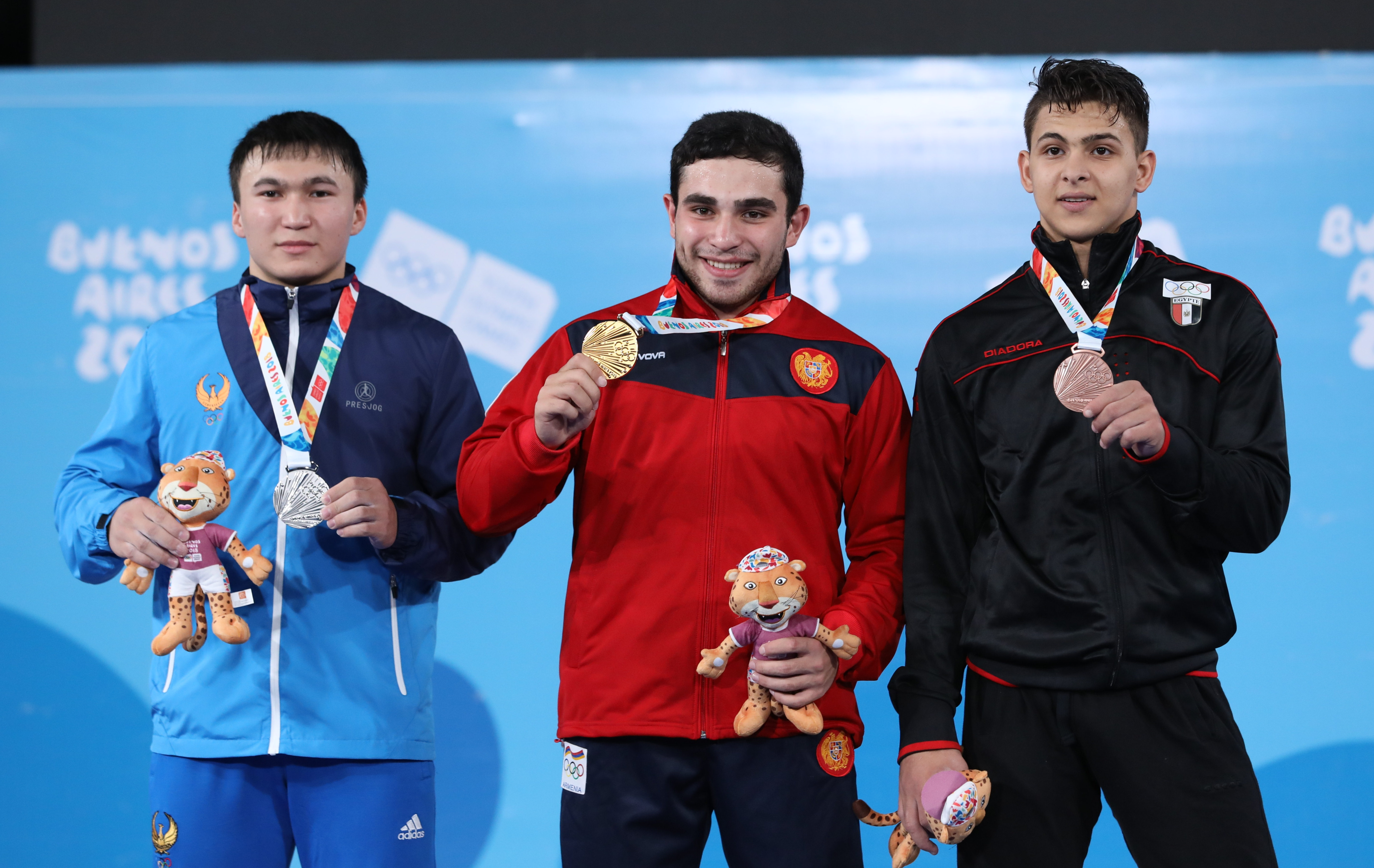
Siegerehrung

#### Klasse bis 85 kg
| Platz | Land          | Athlet                        | Reißen (kg) | Stoßen (kg) | Gesamt (kg) |
| ----- | ------------- | ----------------------------- | ----------- | ----------- | ----------- |
| 1     | Italien       | Cristiano Ficco               | 145         | 180         | 325         |
| 2     | Aserbaidschan | Tarmenkhan Babayev            | 142         | 174         | 316         |
| 3     | Saudi-Arabien | Ali Yousef Alothman           | 133         | 165         | 298         |
| 4     | Iran          | Amirreza Askaridoun           | 133         | 165         | 298         |
| 5     | Chile         | Nicolas Rodrigo Cuevas Iborra | 124         | 145         | 269         |
| 6     | Pakistan      | Farhan Amjad                  | 113         | 140         | 253         |
| (7)   | Griechenland  | Gerasimos Galiatsatos         |             |             | DNF         |

DNF = Did not finish

#### Klasse über 85 kg
| Platz | Land        | Athlet                        | Reißen (kg) | Stoßen (kg) | Gesamt (kg) |
| ----- | ----------- | ----------------------------- | ----------- | ----------- | ----------- |
| 1     | Iran        | Alireza Yousefi               | 162         | 218         | 380         |
| 2     | Bulgarien   | Christo Christow              | 173         | 206         | 379         |
| 3     | Niederlande | Enzo Kuworge                  | 162         | 203         | 365         |
| 4     | Ecuador     | Carlos Emilio Escudero Nájera | 150         | 175         | 325         |
| 5     | Polen       | Jakub Jerzy Zieliński         | 140         | 173         | 313         |
| 6     | Algerien    | Farid Saadi                   | 138         | 170         | 308         |
| 7     | Puerto Rico | Delvin Rocco Baez Moyeno      | 110         | 135         | 245         |

### Mädchen

#### Klasse bis 44 kg
Das Finale fand am 7. Oktober statt.
| Platz | Land        | Athletin              | Reißen (kg) | Stoßen (kg) | Gesamt (kg) |
| ----- | ----------- | --------------------- | ----------- | ----------- | ----------- |
| 1     | Venezuela   | Katherin Echandia     | 72 kg       | 90 kg       | 162 kg      |
| 2     | Vietnam     | Nguyen Thi Thu Trang  | 72 kg       | 75 kg       | 147 kg      |
| 3     | Türkei      | Nida Karasakal        | 60 kg       | 78 kg       | 138 kg      |
| 4     | Puerto Rico | Adamaris Santiago     | 55 kg       | 73 kg       | 128 kg      |
| 5     | Belarus     | Berthine Ravakiniaina | 40 kg       | 50 kg       | 90 kg       |

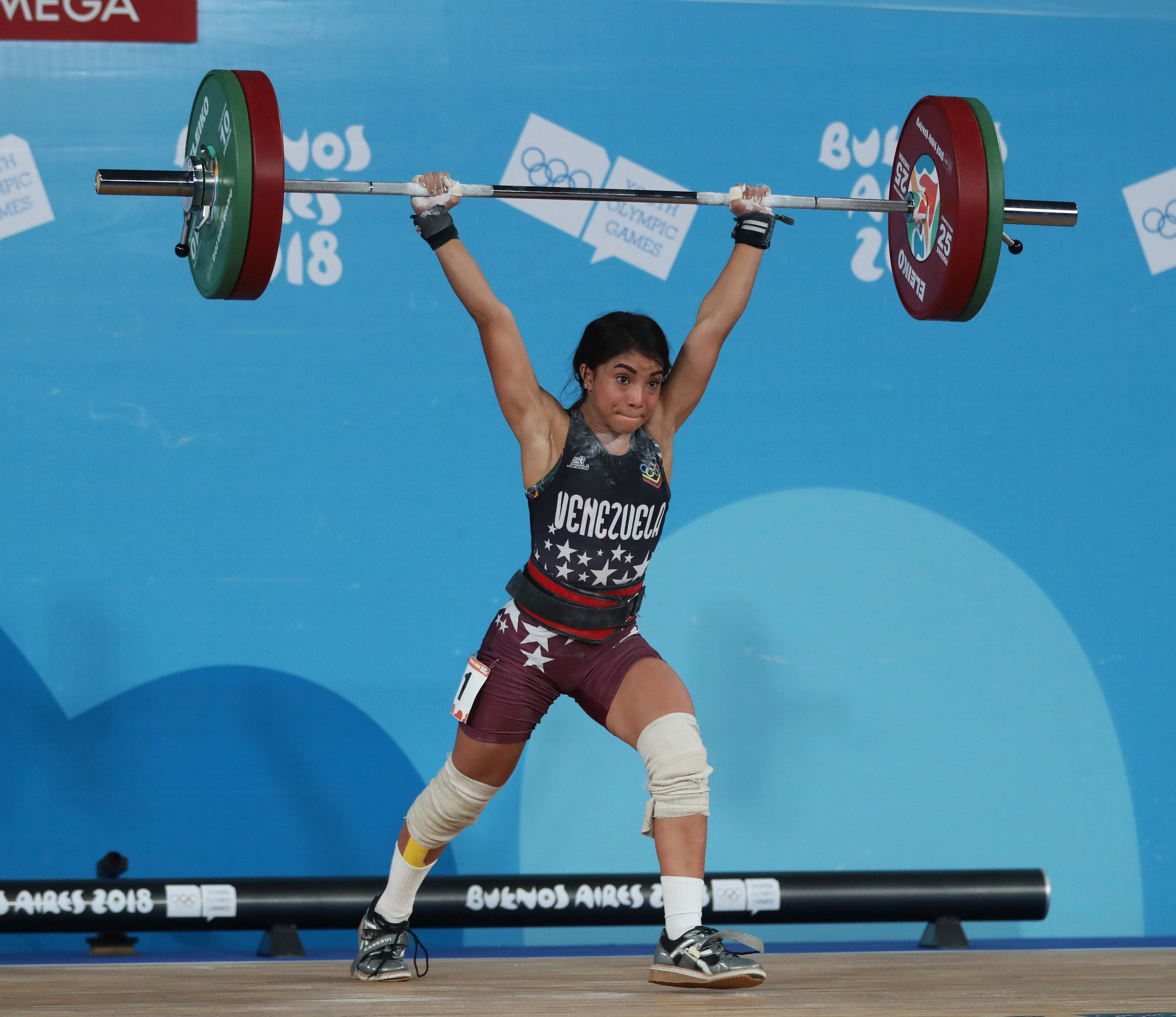
Katherin Echandia
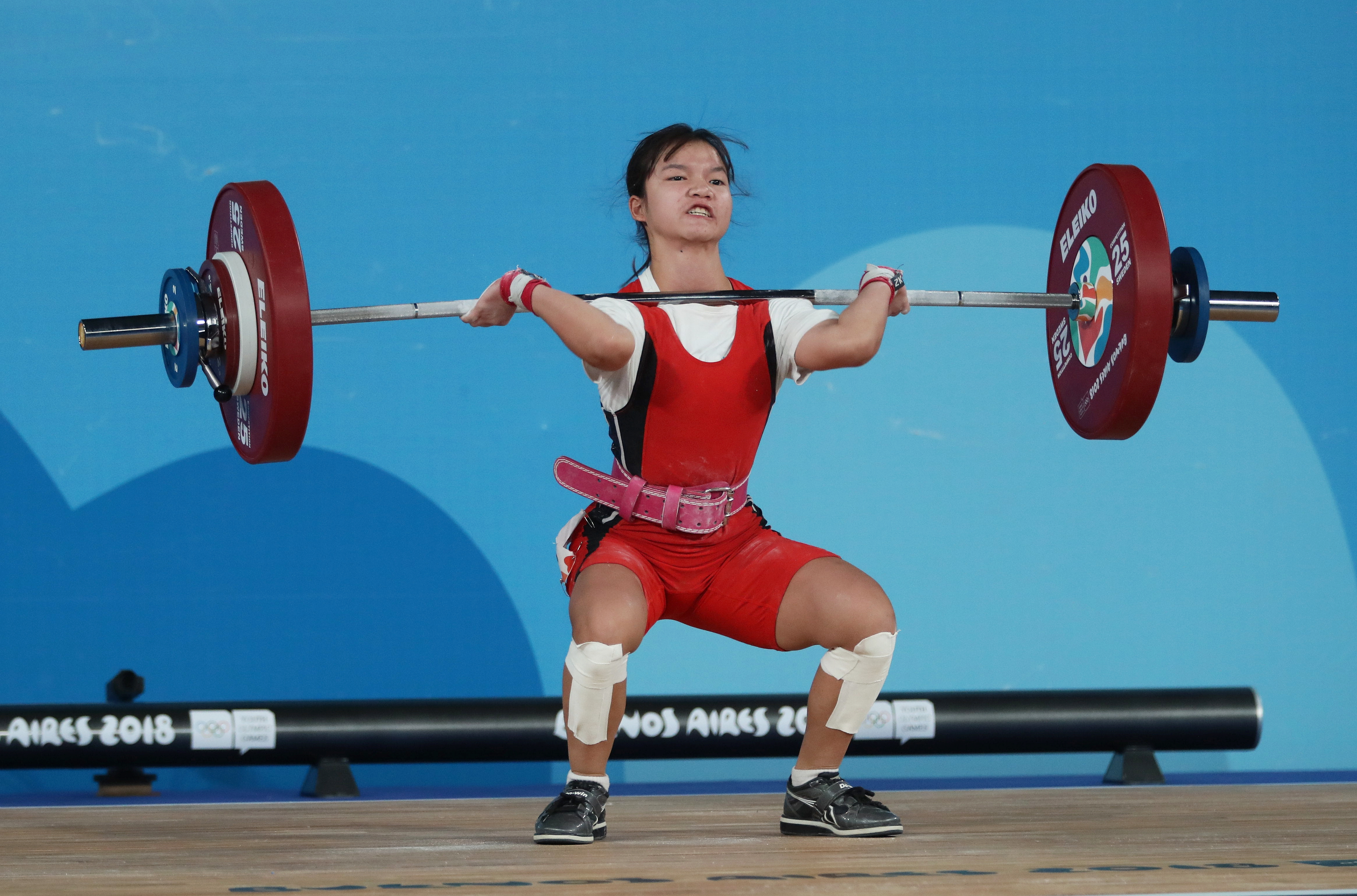
Nguyễn Thị Thu Trang
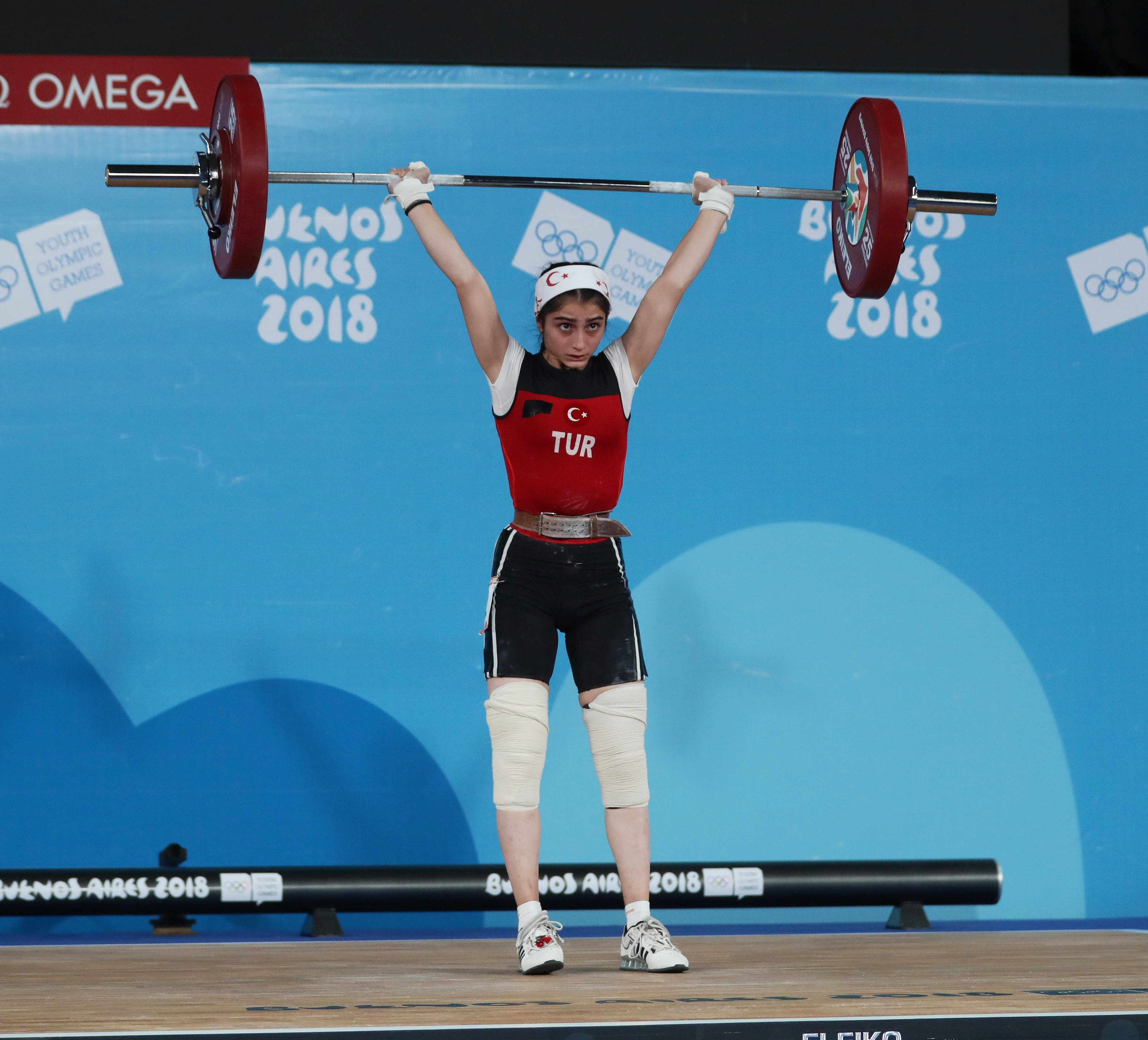
Nida Karasakal
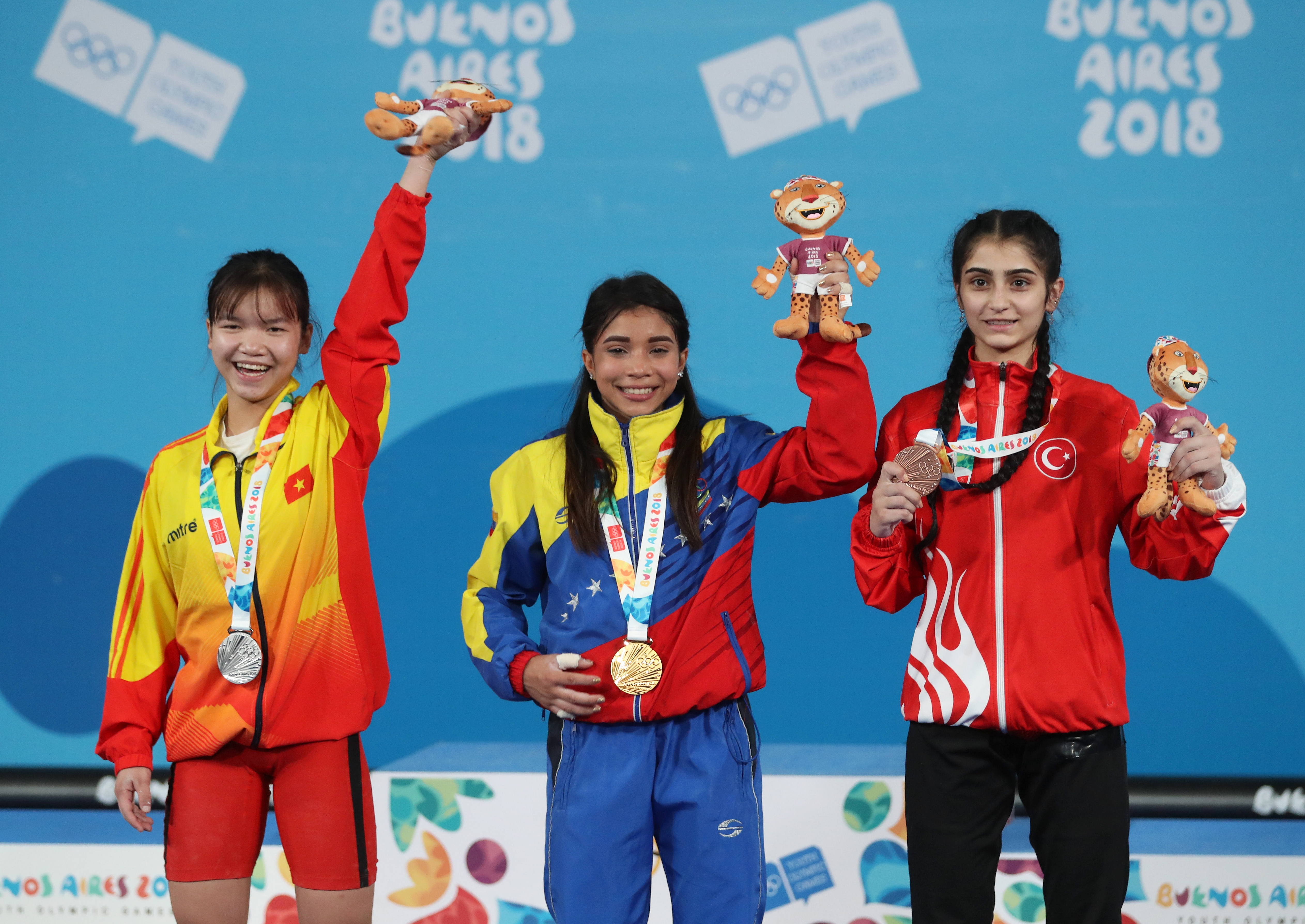
Ehrung der Siegerinnen

#### Klasse bis 48 kg
| Platz | Land                    | Athlet                         | Reißen (kg) | Stoßen (kg) | Gesamt (kg) |
| ----- | ----------------------- | ------------------------------ | ----------- | ----------- | ----------- |
| 1     | Mexiko                  | Yesica Yadira Hernández Vieyra | 74          | 97          | 171         |
| 2     | Kolumbien               | Yineth Milena Santoya Ortiz    | 76          | 86          | 162         |
| 3     | Rumänien                | Mihaela Cambei                 | 70          | 88          | 158         |
| 4     | Dominikanische Republik | Dahiana Ortiz                  | 70          | 86          | 156         |
| 5     | Indien                  | Sneha Soren                    | 67          | 84          | 151         |
| 6     | Brunei                  | Maryam Ahmed                   | 43          | 62          | 105         |
| (7)   | Italien                 | Giulia Imperio                 | 67          |             | DNF         |

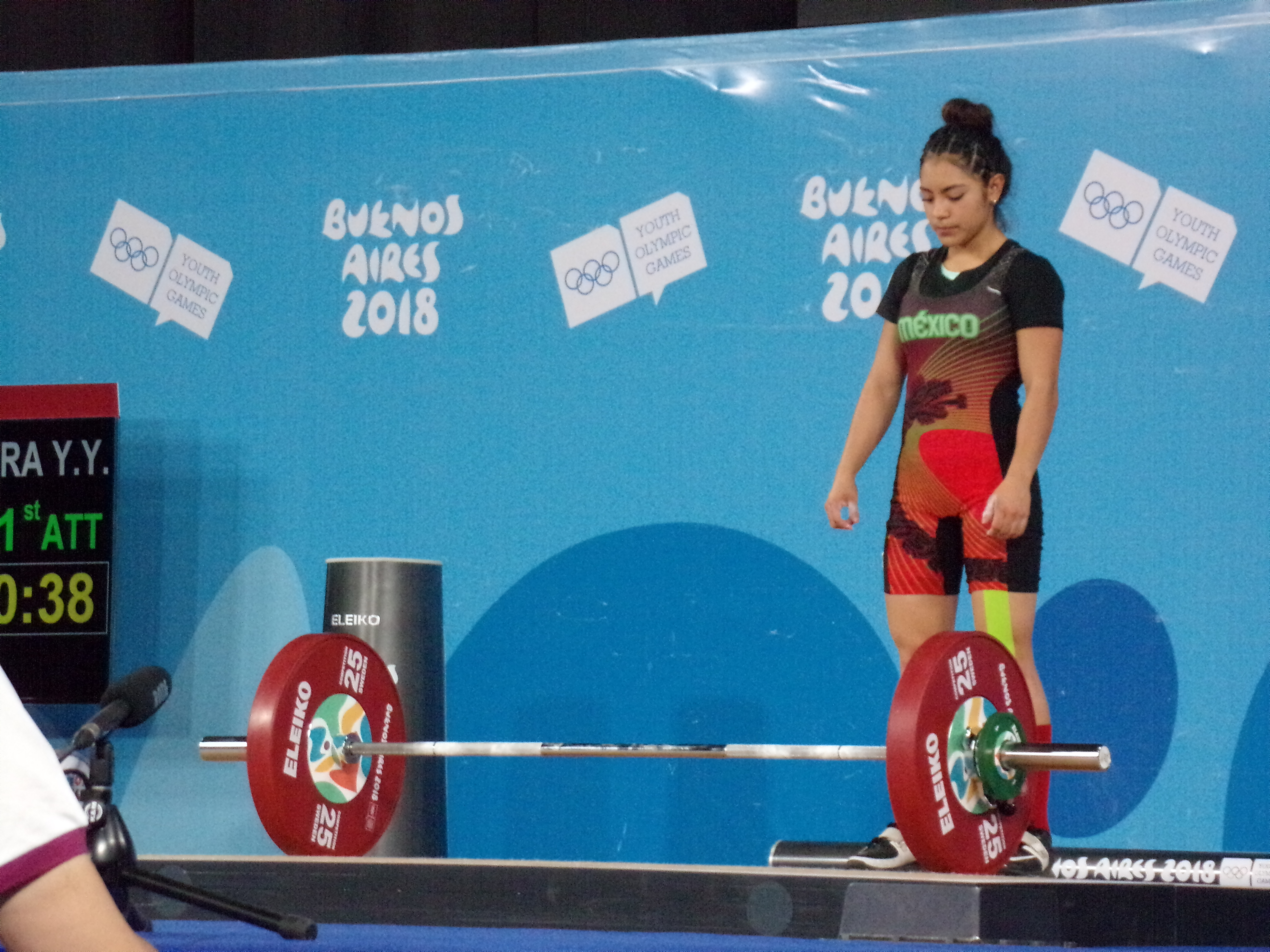
Yesica Yadira Hernández Vieyra
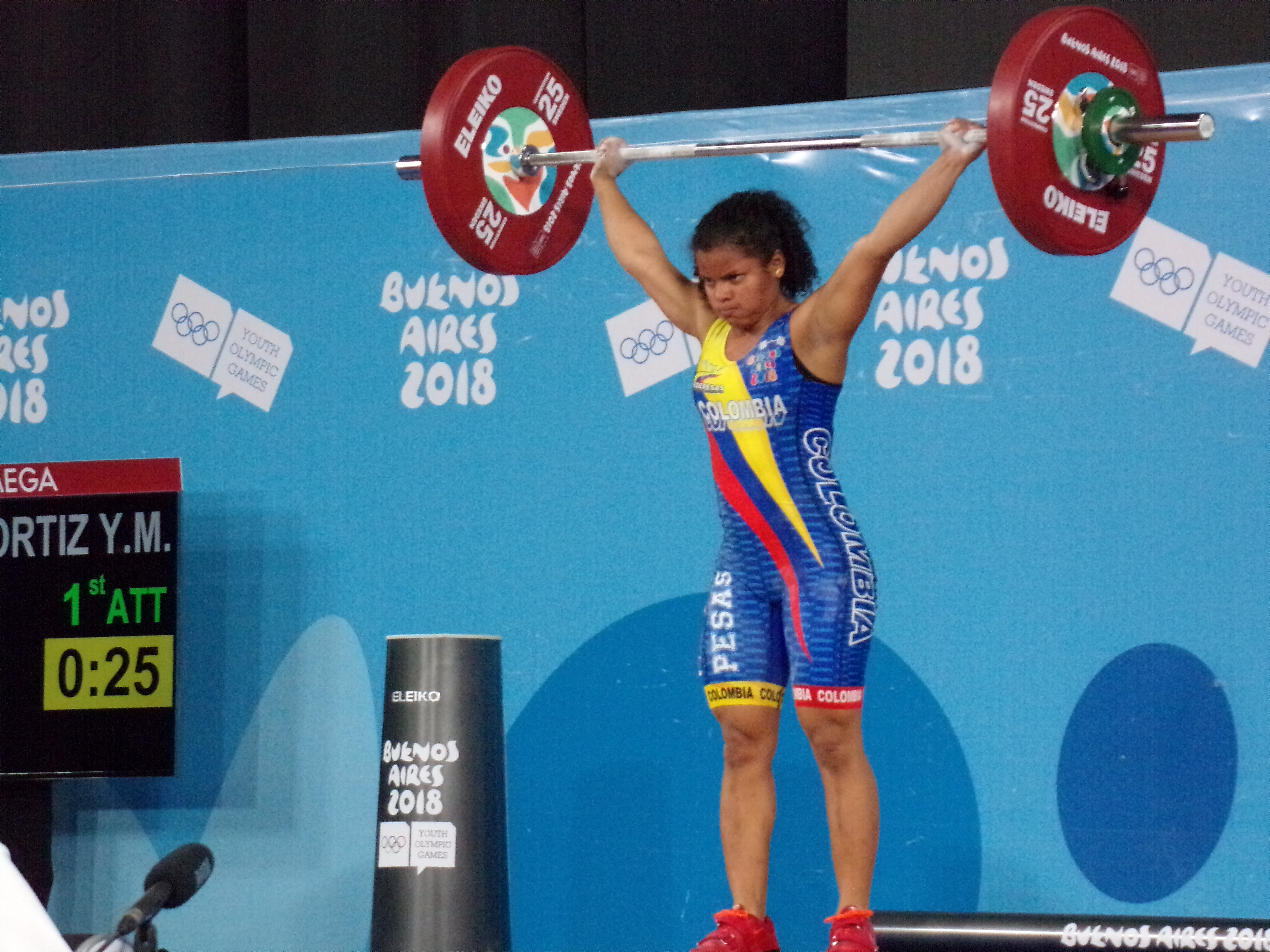
Yineth Milena Santoya Ortiz
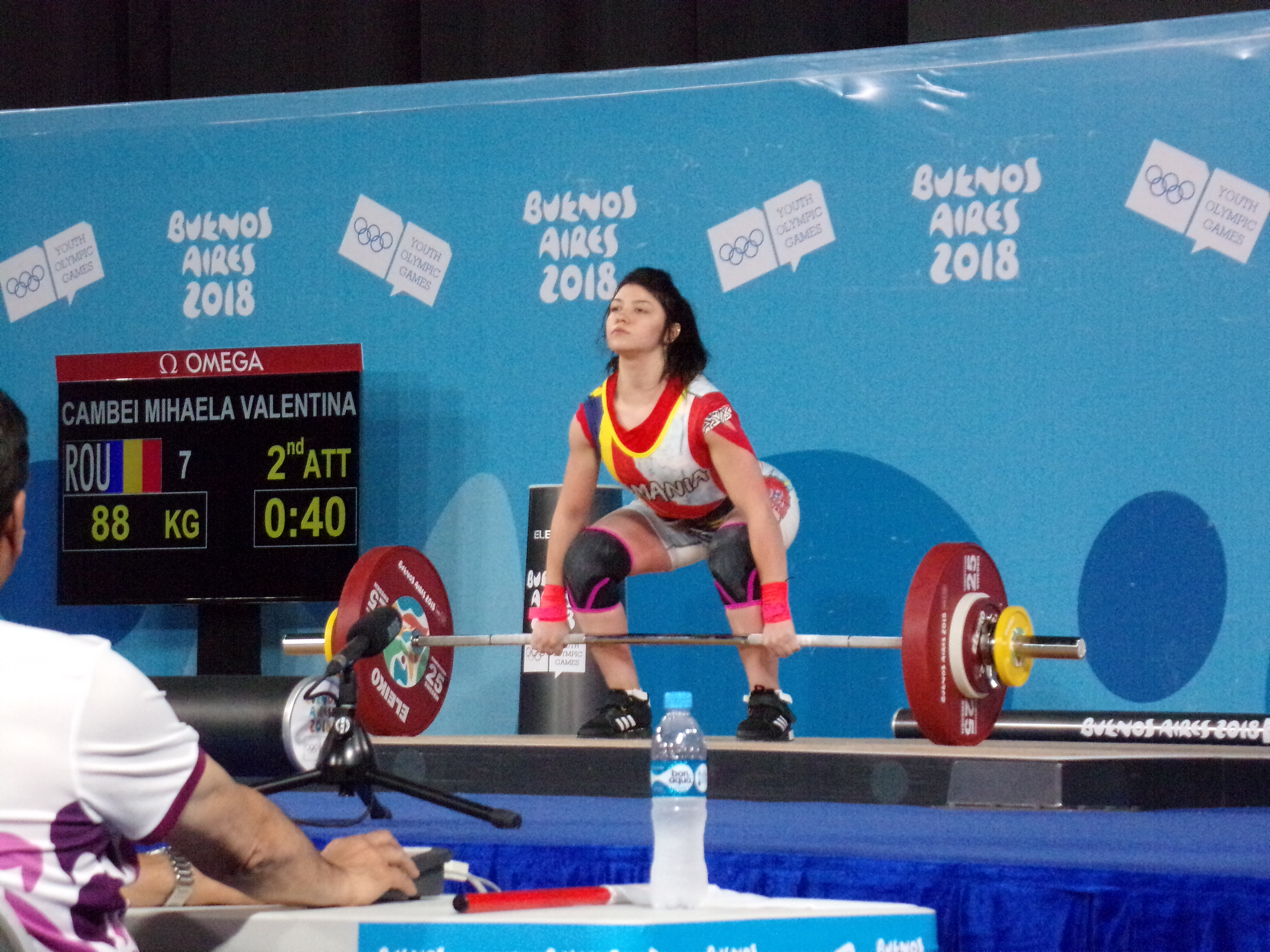
Mihaela Cambei
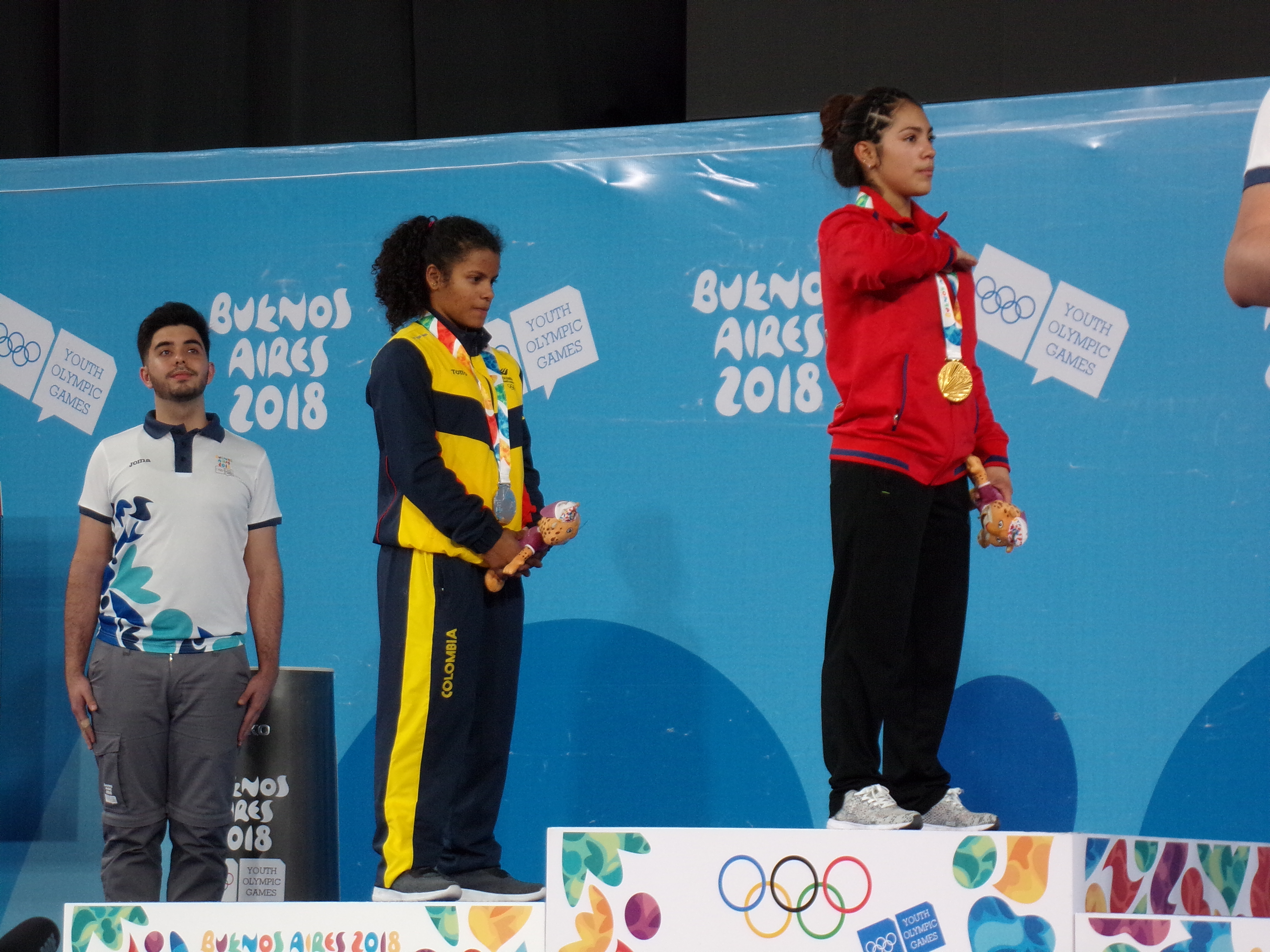
Siegerehrung

#### Klasse bis 53 kg
| Platz | Land                   | Athletin                    | Reißen (kg) | Stoßen (kg) | Gesamt (kg) |
| ----- | ---------------------- | --------------------------- | ----------- | ----------- | ----------- |
| 1     | Rumänien               | Sabina Baltag               | 77          | 100         | 177         |
| 2     | Kolumbien              | Kely Valentina Junkar Acero | 78          | 98          | 176         |
| 3     | Indonesien             | Nur Vinatasari              | 72          | 90          | 162         |
| 4     | Ungarn                 | Cintia Andrea Arva          | 69          | 88          | 157         |
| 5     | Peru                   | Gianella Valdiviezo         | 63          | 80          | 143         |
| 6     | Vereinigtes Königreich | Ellie Pryor                 | 61          | 81          | 142         |
| 7     | Australien             | Maddison Power              | 60          | 77          | 137         |
| 8     | Algerien               | Nour El Houda Sabri         | 47          | 70          | 117         |

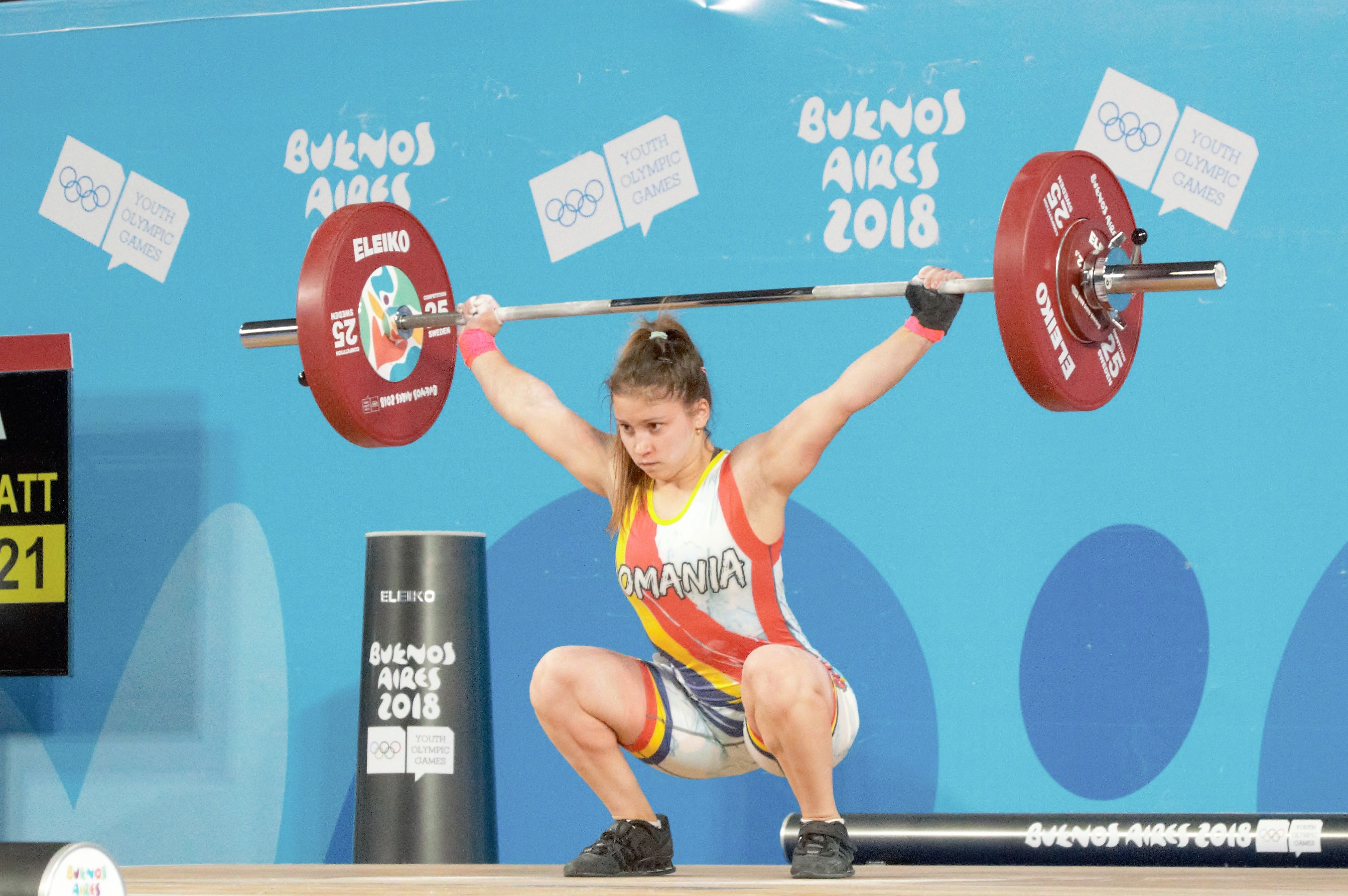
Sabina Baltag
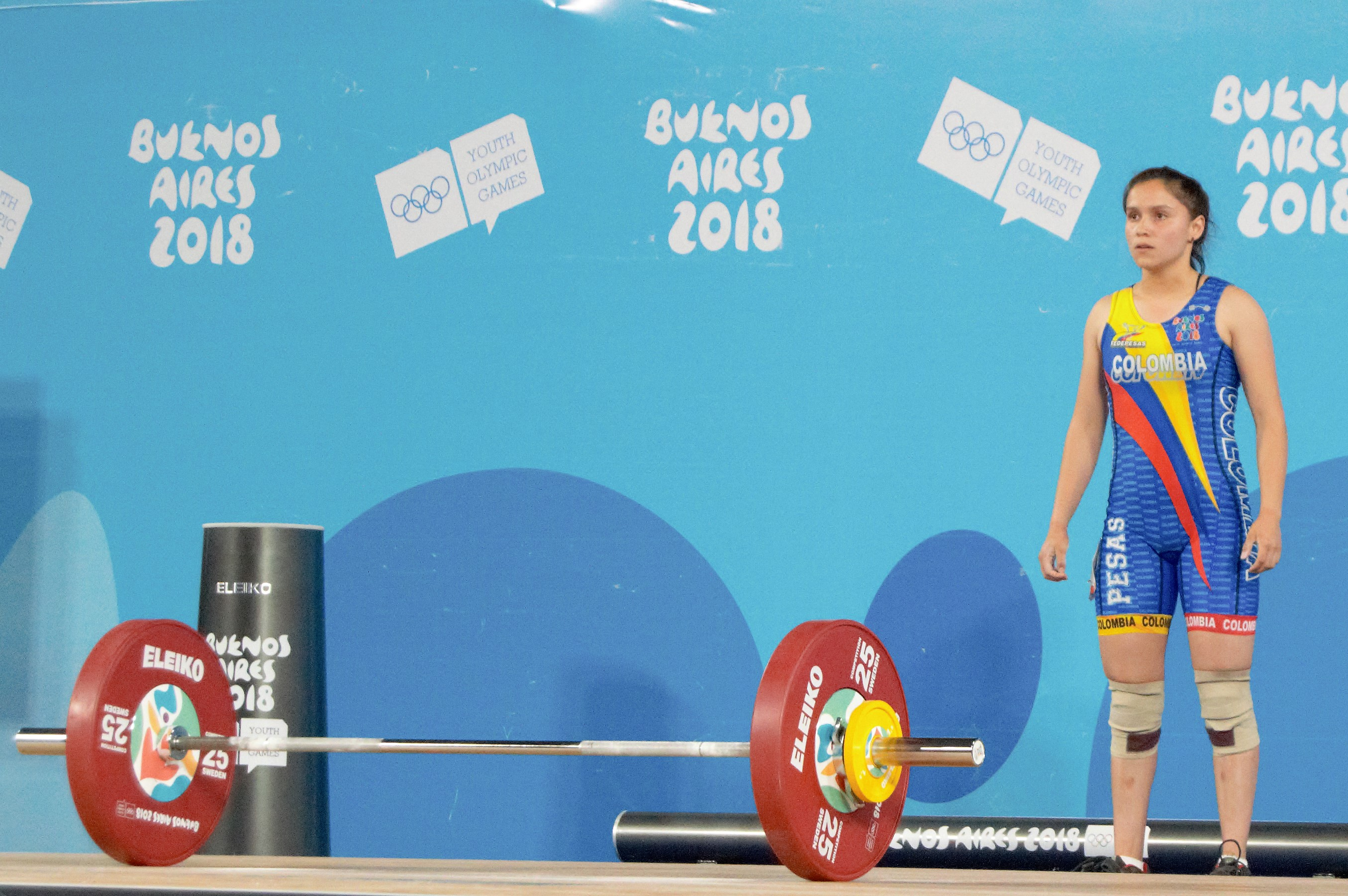
Kely Valentina Junkar Acero
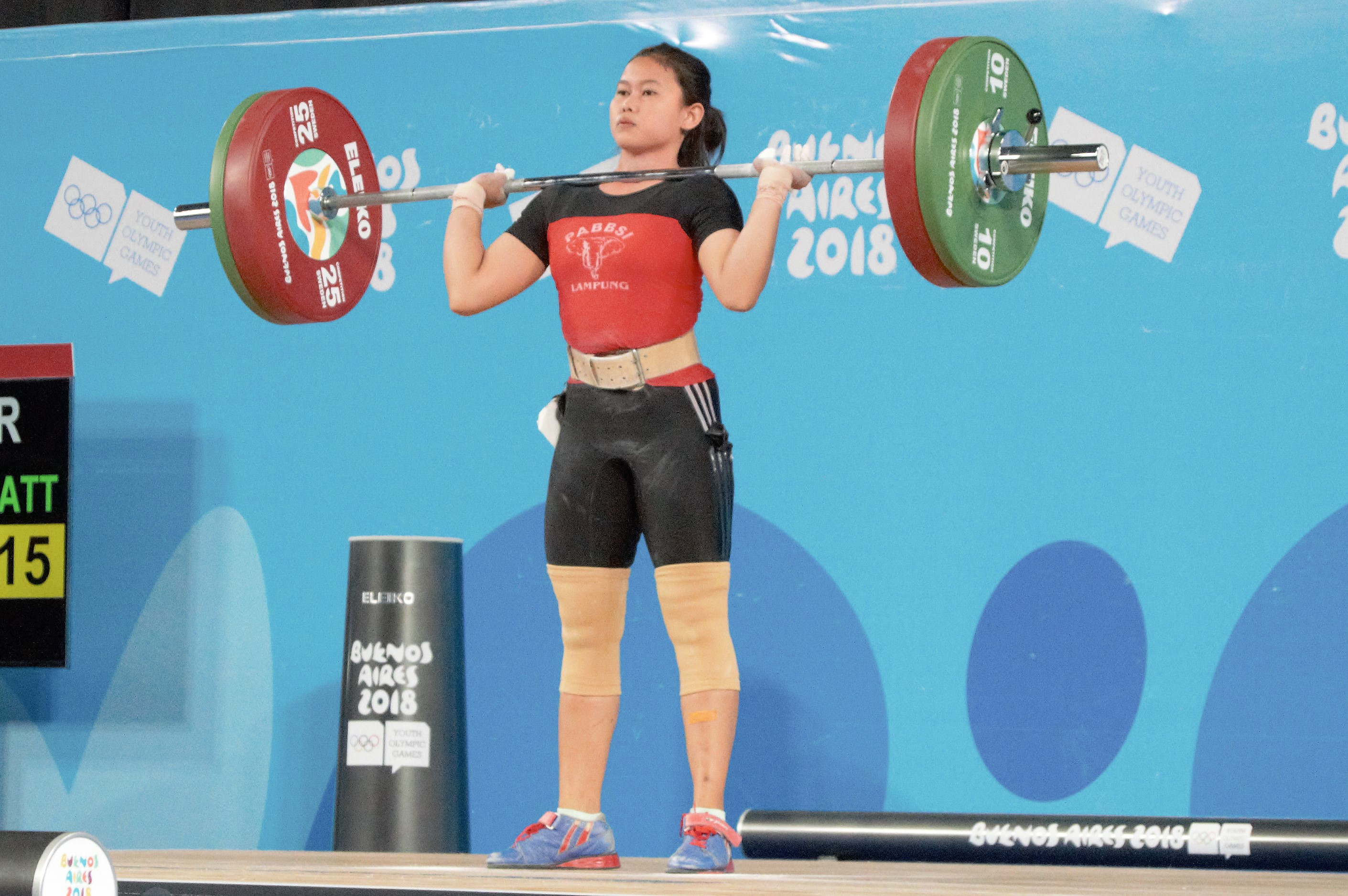
Nur Vinatasari
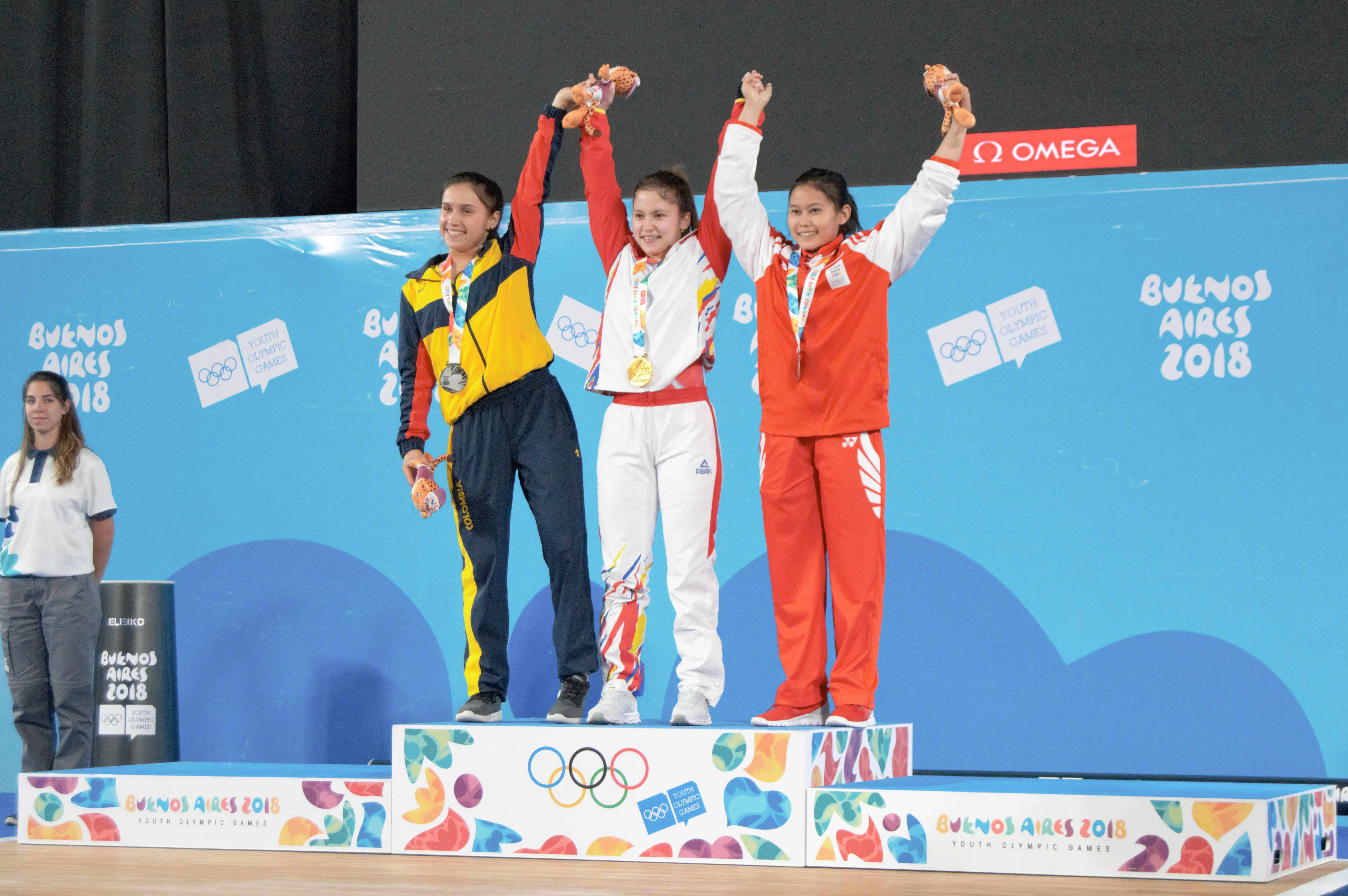
Siegerehrung

#### Klasse bis 58 kg
| Platz | Land               | Athletin                 | Reißen (kg) | Stoßen (kg) | Gesamt (kg) |
| ----- | ------------------ | ------------------------ | ----------- | ----------- | ----------- |
| 1     | Tunesien           | Ghofrane Belkhir         | 88          | 108         | 196         |
| 2     | Ägypten            | Neama Said Fahmi Said \| | 87          | 107         | 194         |
| 3     | Vereinigte Staaten | Peyton Brown             | 85          | 106         | 186         |
| 4     | Nigeria            | Islamiyat Yusuf          | 78          | 95          | 175         |
| 5     | Griechenland       | Mary Kardara             | 76          | 90          | 166         |
| 6     | Aserbaidschan      | Lala Rzazade             | 67          | 80          | 147         |
| 7     | Ghana              | Sandra Mensimah Owusu    | 65          | 77          | 142         |
| 8     | Salomonen          | Betty Waneasi            | 57          | 72          | 129         |

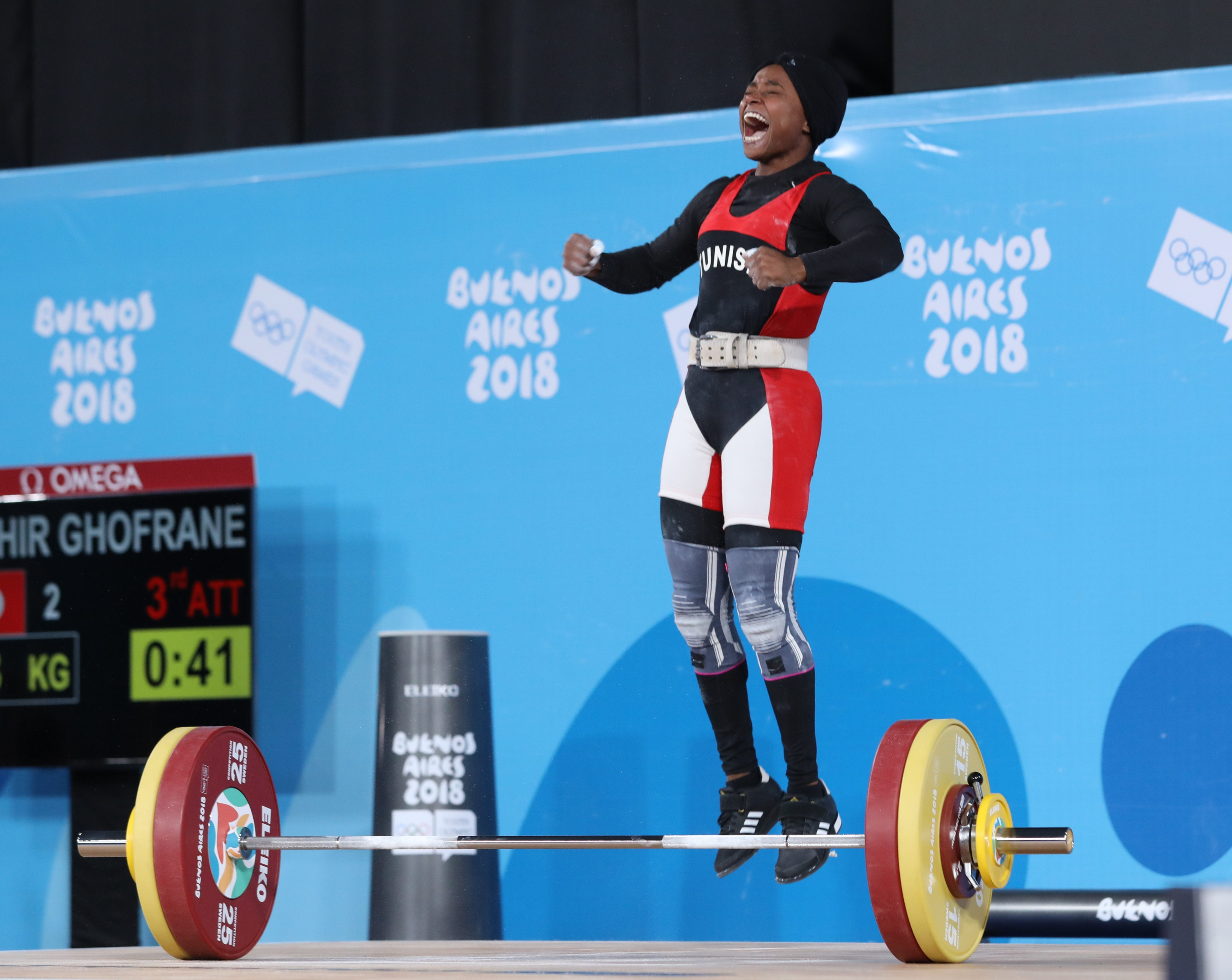
Ghofrane Belkhir
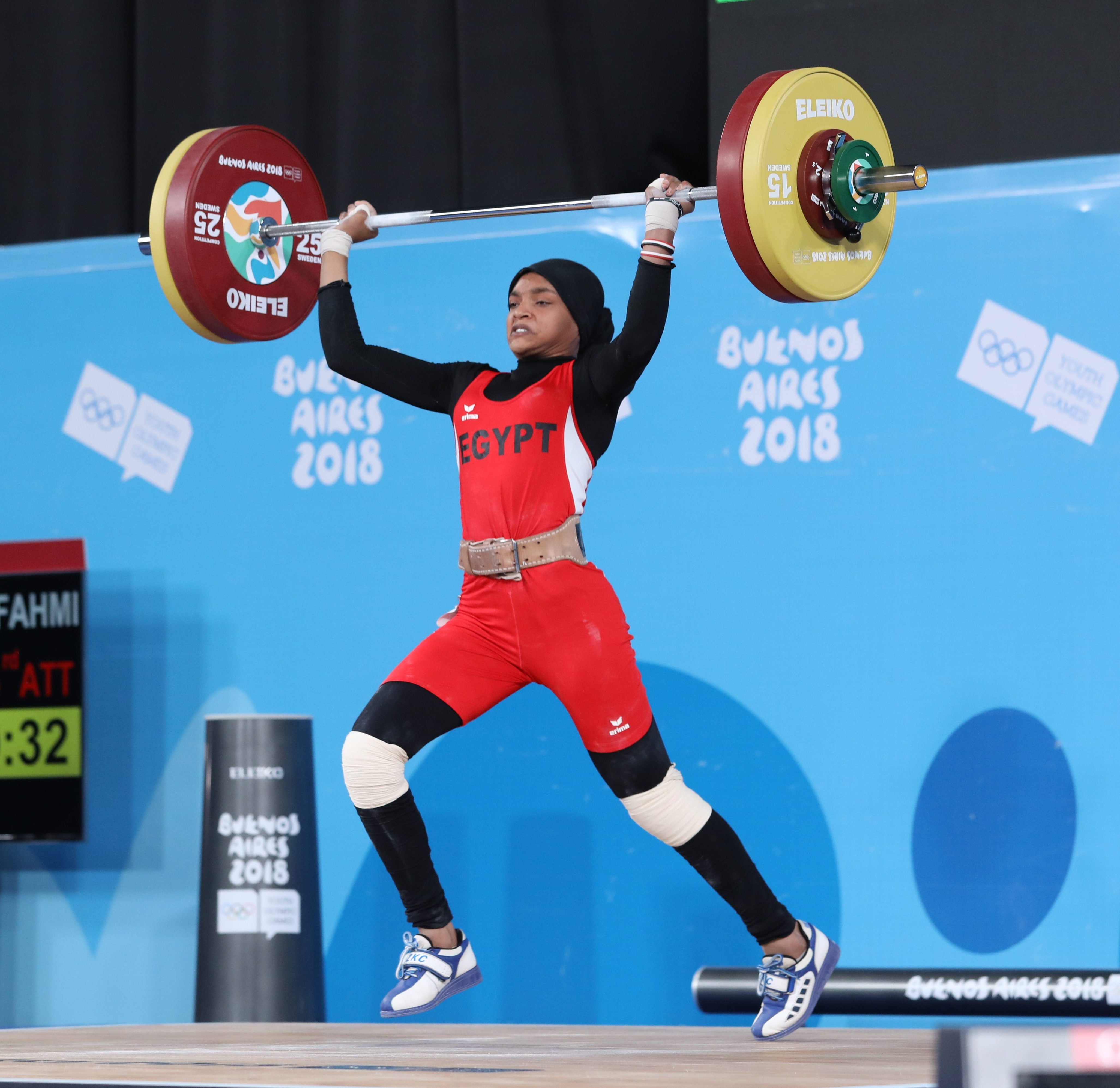
Neama Said Fahmi Said
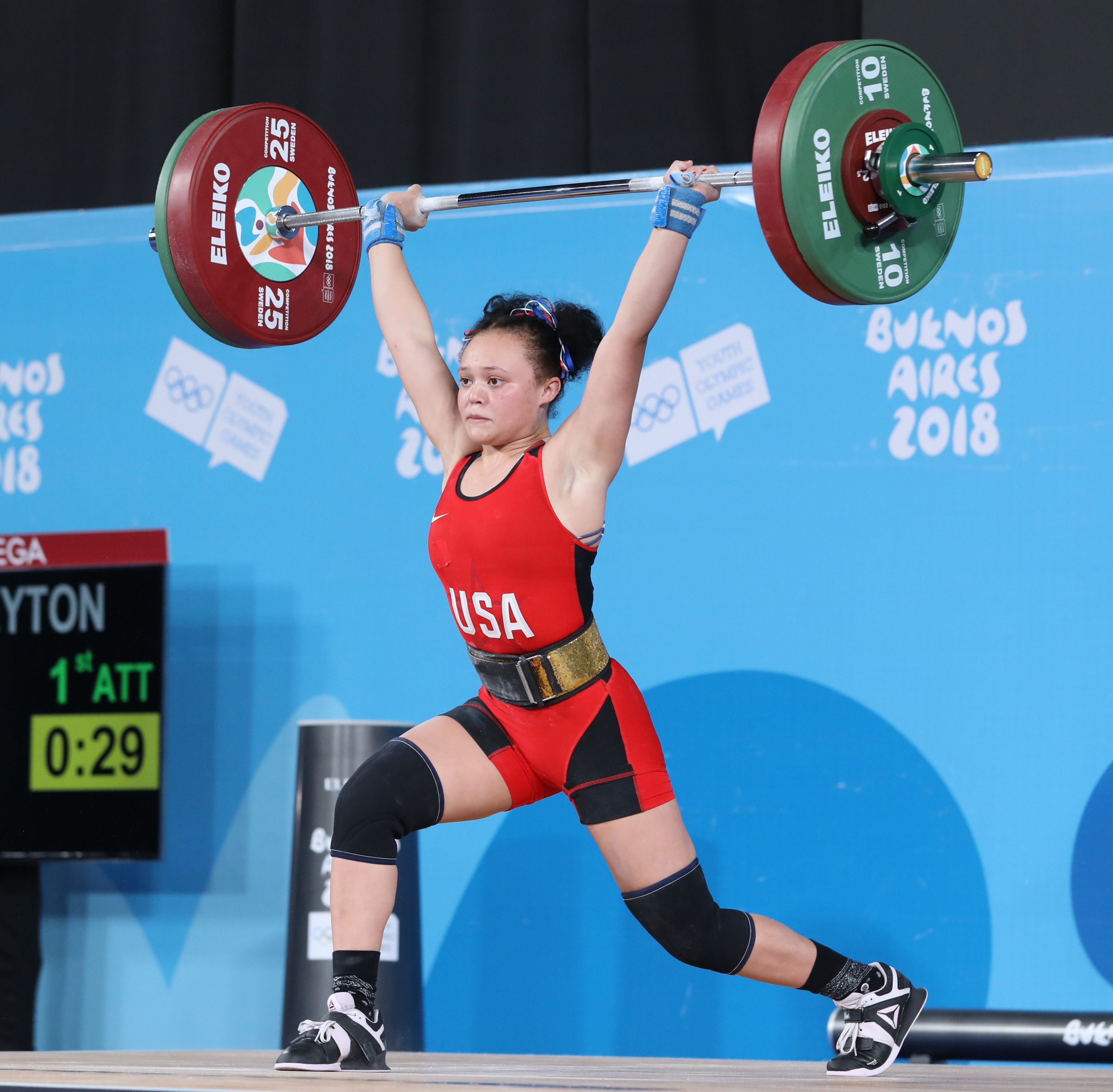
Peyton Brown
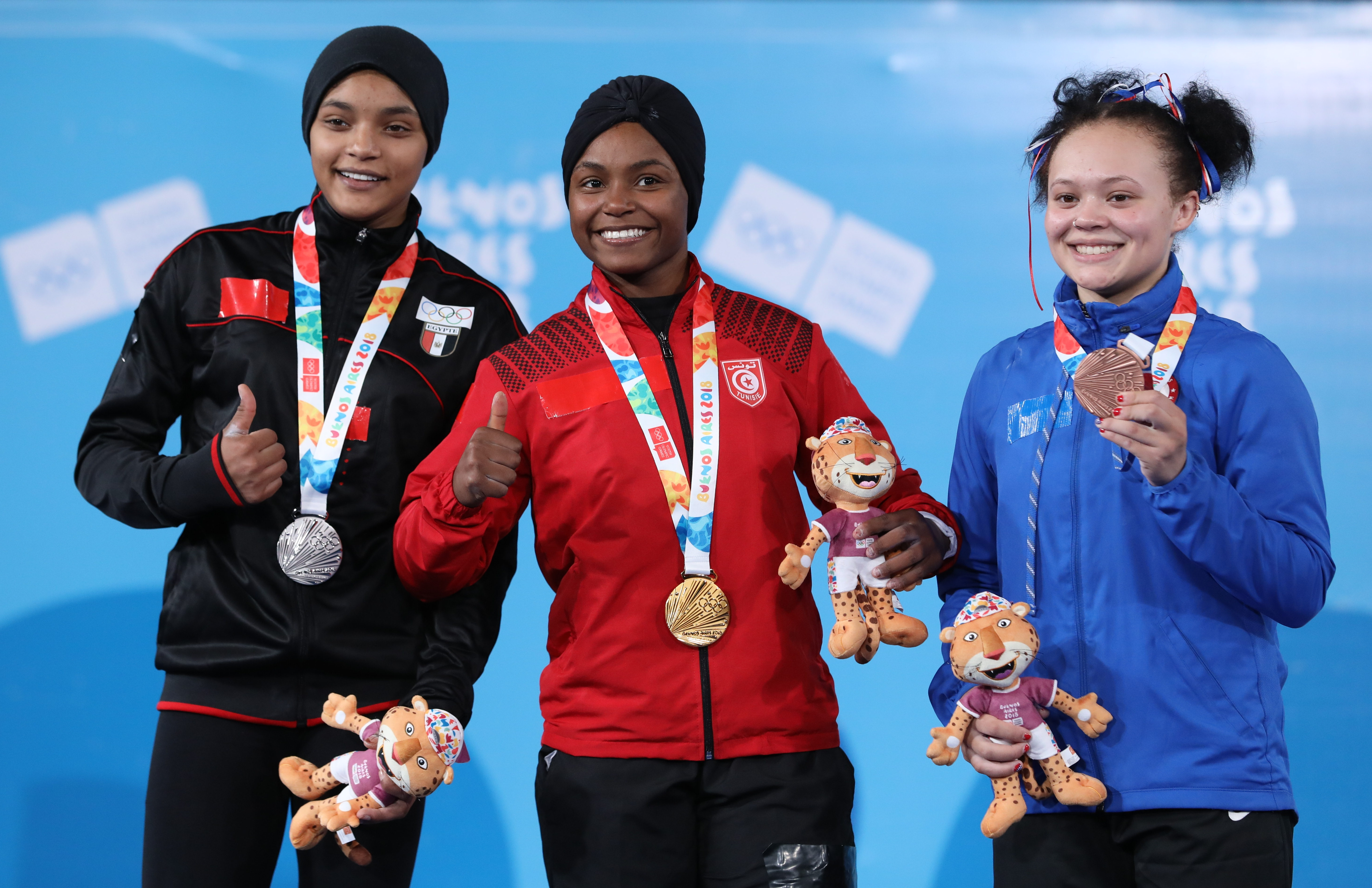
Siegerehrung

#### Klasse bis 63 kg
| Platz | Land        | Athletin                | Reißen (kg) | Stoßen (kg) | Gesamt (kg) |
| ----- | ----------- | ----------------------- | ----------- | ----------- | ----------- |
| 1     | Usbekistan  | Kumushxon Fayzullaeva   | 94          | 124         | 218         |
| 2     | Thailand    | Thipwara Chontavin      | 88          | 114         | 202         |
| 3     | Bulgarien   | Galja Schatowa          | 90          | 111         | 201         |
| 4     | Argentinien | Maria Luz Casadevall    | 85          | 105         | 190         |
| 5     | Polen       | Paulina Rutkowska       | 84          | 103         | 187         |
| 6     | Nauru       | Maximina Uepa           | 82          | 101         | 183         |
| 7     | Mauritius   | Ketty Lent              | 75          | 98          | 173         |
| 8     | Japan       | Sumire Hashimoto        | 75          | 95          | 170         |
| 9     | Chile       | Yerika Ríos             | 66          | 80          | 146         |
| 10    | Malta       | Shelby Mangion Vassallo | 62          | 76          | 138         |
| (11)  | Nordkorea   | Song Kuk-hyang          | 100         |             | DNF         |

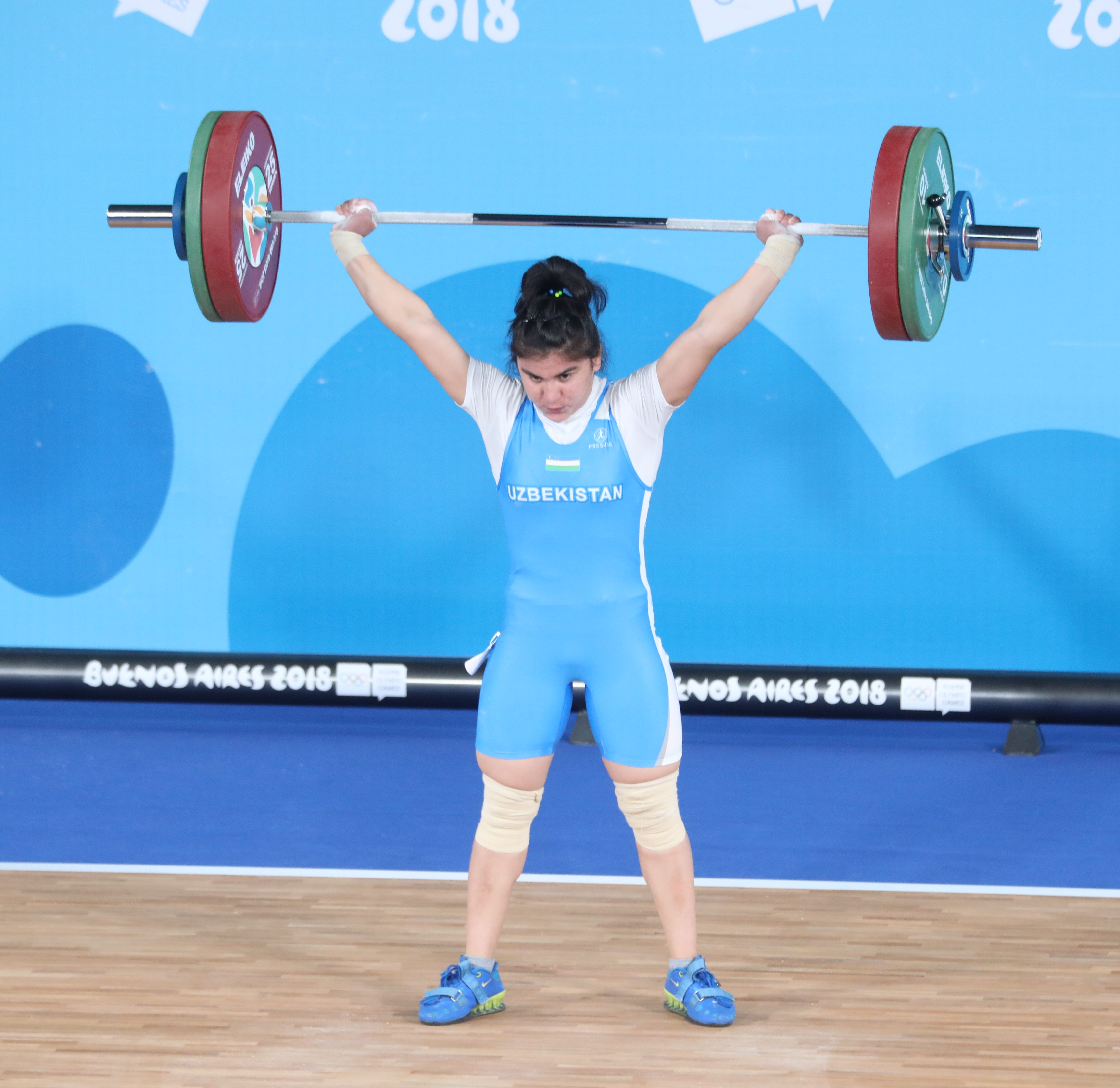
Kumushxon Fayzullaeva
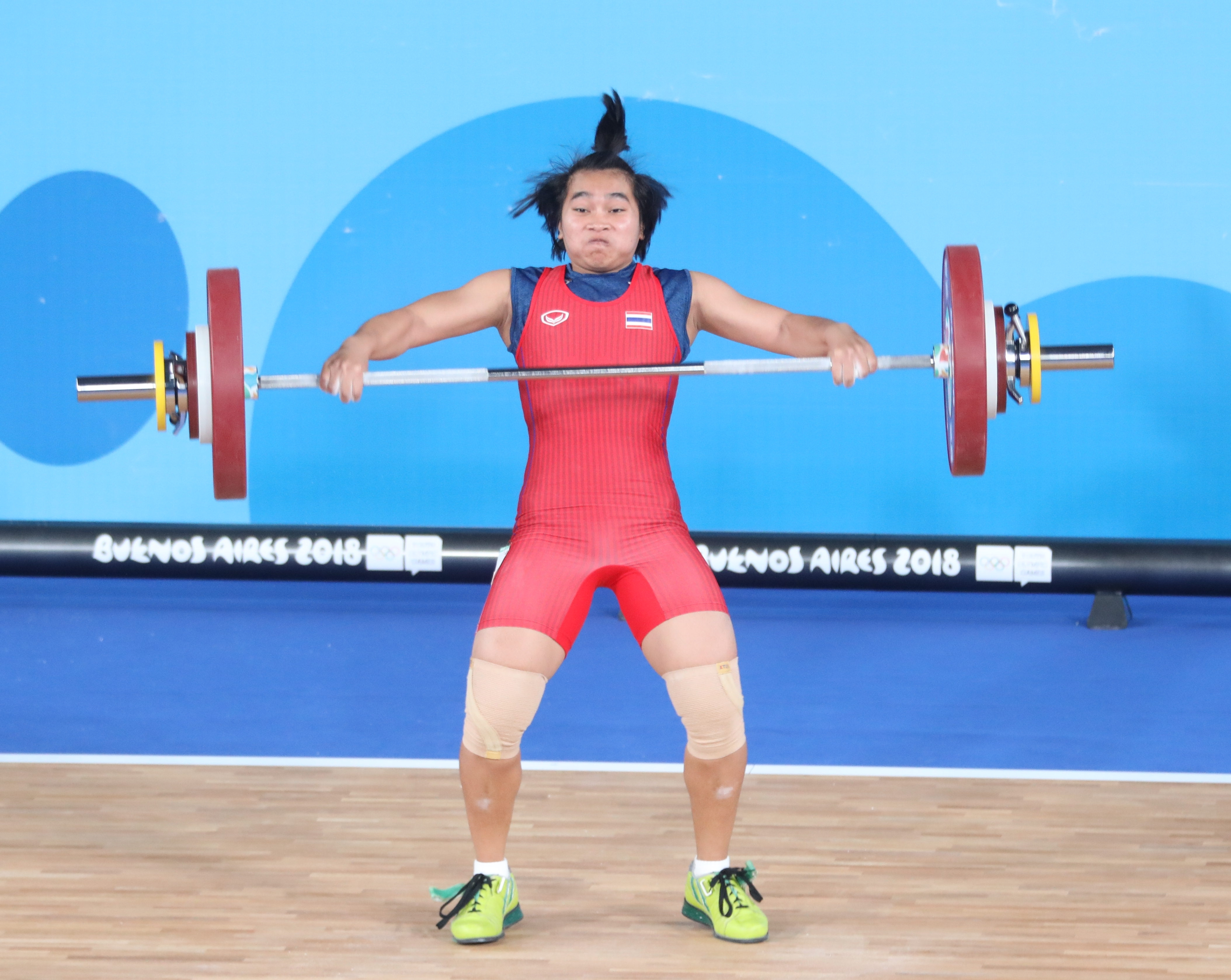
Thipwara Chontavin
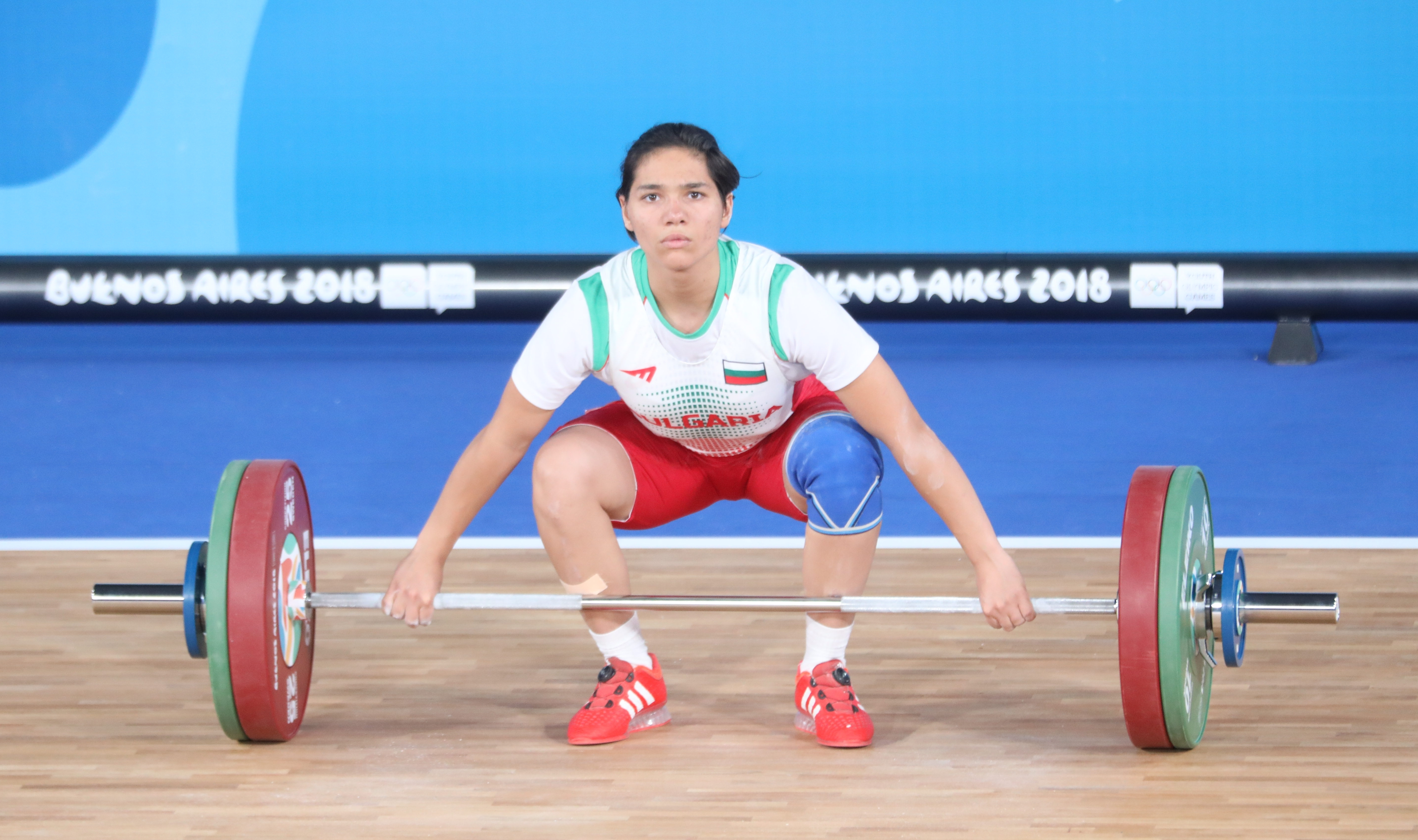
Galja Schatowa
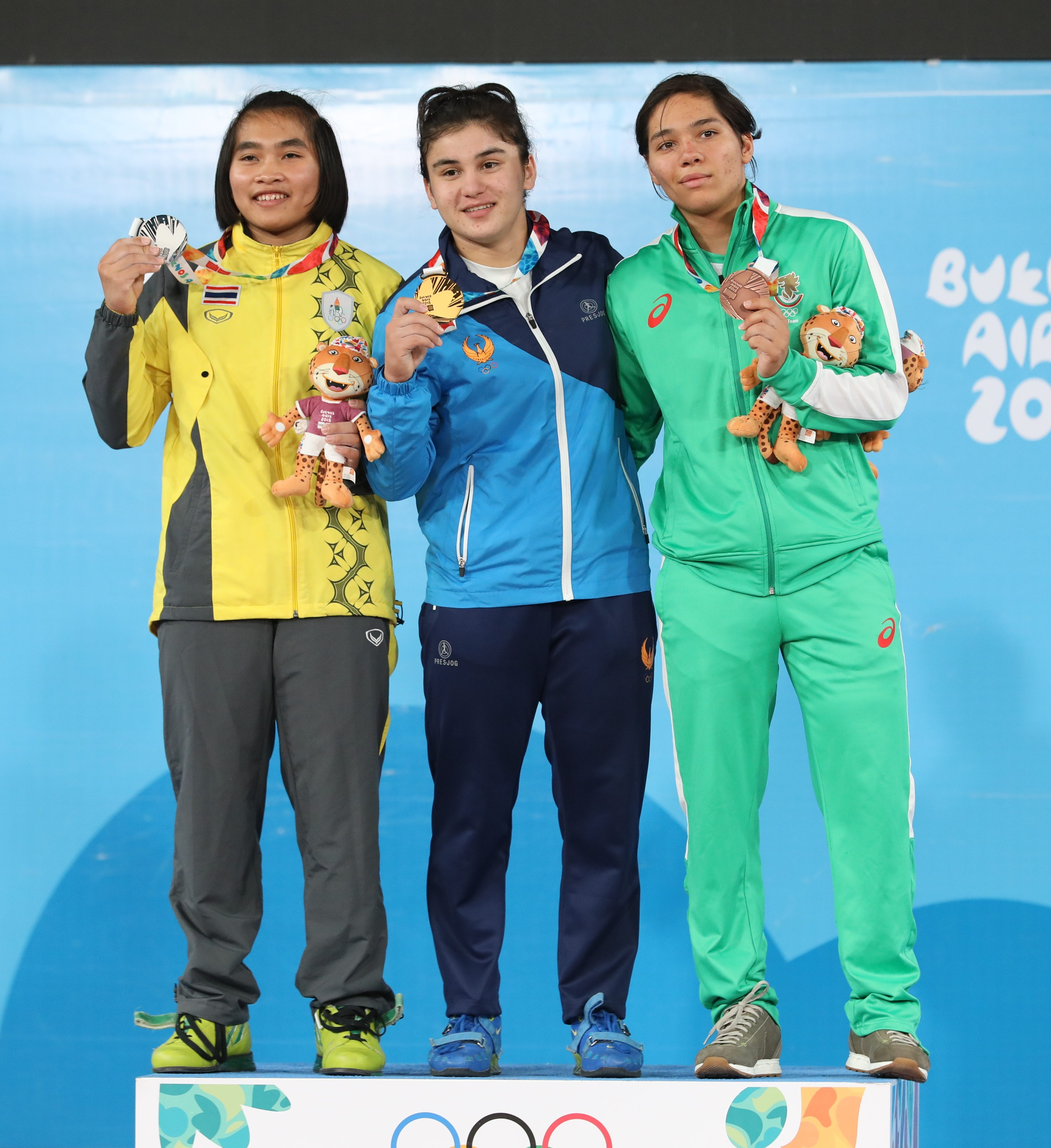
Ehrung der Siegerinnen

#### Klasse über 63 kg
| Platz | Land                         | Athletin                         | Reißen (kg) | Stoßen (kg) | Gesamt (kg) |
| ----- | ---------------------------- | -------------------------------- | ----------- | ----------- | ----------- |
| 1     | Thailand                     | Supatchanin Khamhaeng            | 104         | 132         | 236         |
| 2     | Türkei                       | Dilara Narin                     | 92          | 126         | 217         |
| 3     | Usbekistan                   | Dolera Davronova                 | 92          | 125         | 217         |
| 4     | Neuseeland                   | Kanah Shenelle Andrews-Nahu      | 95          | 116         | 211         |
| 5     | Ecuador                      | Bella Paredes                    | 95          | 116         | 211         |
| 6     | Spanien                      | Irene Blanco Tarela              | 83          | 103         | 186         |
| 7     | Mongolei                     | Enerel Gombosuren                | 75          | 104         | 179         |
| 8     | Guatemala                    | Maria Alejandra Maldonado Panjoj | 76          | 93          | 169         |
| 9     | Turkmenistan                 | Sangiza Bahtyyarova              | 70          | 86          | 156         |
| 10    | Kroatien                     | Hermana Dermiček                 | 65          | 81          | 146         |
| 11    | Vereinigte Arabische Emirate | Mai Almadani                     | 66          | 76          | 142         |
| (12)  | Armenien                     | Liana Gjurdschjan                | 92          | 116         | DNF         |
| (13)  | Samoa                        | Lesila Fiapule                   | 92          |             | DNF         |

## Medaillenspiegel
| Platz | Land               | Gold | Silber | Bronze | Gesamt |
| ----- | ------------------ | ---- | ------ | ------ | ------ |
| 1     | Türkei             | 1    | 2      | 1      | 4      |
| 2     | Thailand           | 1    | 2      | 0      | 3      |
| 3     | Usbekistan         | 1    | 1      | 1      | 3      |
| 4     | Vietnam            | 1    | 1      | –      | 2      |
| 5     | Mexiko             | 1    | –      | 1      | 2      |
| 5     | Rumänien           | 1    | –      | 1      | 2      |
| 7     | Armenien           | 1    | –      | –      | 1      |
| 7     | Indien             | 1    | –      | –      | 1      |
| 7     | Iran               | 1    | –      | –      | 1      |
| 7     | Italien            | 1    | –      | –      | 1      |
| 7     | Tunesien           | 1    | –      | –      | 1      |
| 7     | Venezuela          | 1    | –      | –      | 1      |
| 13    | Kolumbien          | –    | 2      | 1      | 3      |
| 14    | Bulgarien          | –    | 1      | 1      | 2      |
| 14    | Ägypten            | –    | 1      | 1      | 2      |
| 16    | Aserbaidschan      | –    | 1      | –      | 1      |
| 16    | Georgien           | –    | 1      | –      | 1      |
| 18    | Tschechien         | –    | –      | 1      | 1      |
| 18    | Indonesien         | –    | –      | 1      | 1      |
| 18    | Niederlande        | –    | –      | 1      | 1      |
| 18    | Saudi-Arabien      | –    | –      | 1      | 1      |
| 18    | Vereinigte Staaten | –    | –      | 1      | 1      |